# حديقة بانرغاتا الوطنية
حديقة بانرغاتا الوطنية، تقع بالقرب من بنغالور، كرناتكا، تأسس في عام 1970م وأعلن كمنتزه وطني في عام 1974م. في عام 2002م أصبح جزء من الحديقة محمية بيولوجية، حديقة بانرغاتا البيولوجية . تعتبر هذه الحديقة مقصداً سياحياً شهيراً تحتوي على حديقة حيوانات، زاوية للحيوانات الأليفة، ومركز إنقاذ للحيوانات، حاوية فراشة، حوض مائي، بيت ثعبان ومنتزه سفاري. هناك معابد قديمة في الحديقة للعبادة وهي وجهة للرحلات والتنزه. تتعاون هيئات حديقة الحيوانات في كرناتكا، وجامعة العلوم الزراعية، بنغالور، وصندوق أشوكا للأبحاث في علم البيئة والبيئة (ATREE)، في بنغالور. يوجد داخل منطقة المنتزه الوطني ست قرى ريفية محاطة بثلاث حاويات كبيرة لتربية الأغنام والماشية. تقدم هذه الحديقة مجموعة واسعة من الحياة البرية المتنوعة للمستكشفين. تأتي هذه الحديقة من أرقى بنغالور، كرناتكا، وتقدم جولة حافلة بصحبة مرشدين على طول 6   كيلومترات من رحلات السفاري، وهي مصممة خصيصًا للسفاريين والجماعات السياحية الأجنبية.

## الموقع الجغرافي
يقع المنتزه الوطني ضمن مساحة تبلغ 65127.5 فدان (260.51 كيلومتر مربع)  على بعد حوالي 22 كم جنوب بنغالور في تلال سلسلة Anekal بارتفاع 1245-1634 م. تحتوي الحديقة على تضاريس جبلية من صفائح الجرانيت تحت وديان الغابات الرطبة المتساقطة والأراضي الشتوية في المناطق المرتفعة. تحدها 16 قرية. الحديقة هي جزء من ممر الحياة البرية للفيلة الذي يربط بين تلال بي ار وغابة ساذيامانغالام. الحديقة متلاصقة مع غابة محمية تالي في الجنوب الشرقي وغابة بيكال في الجنوب.

### حيوانات

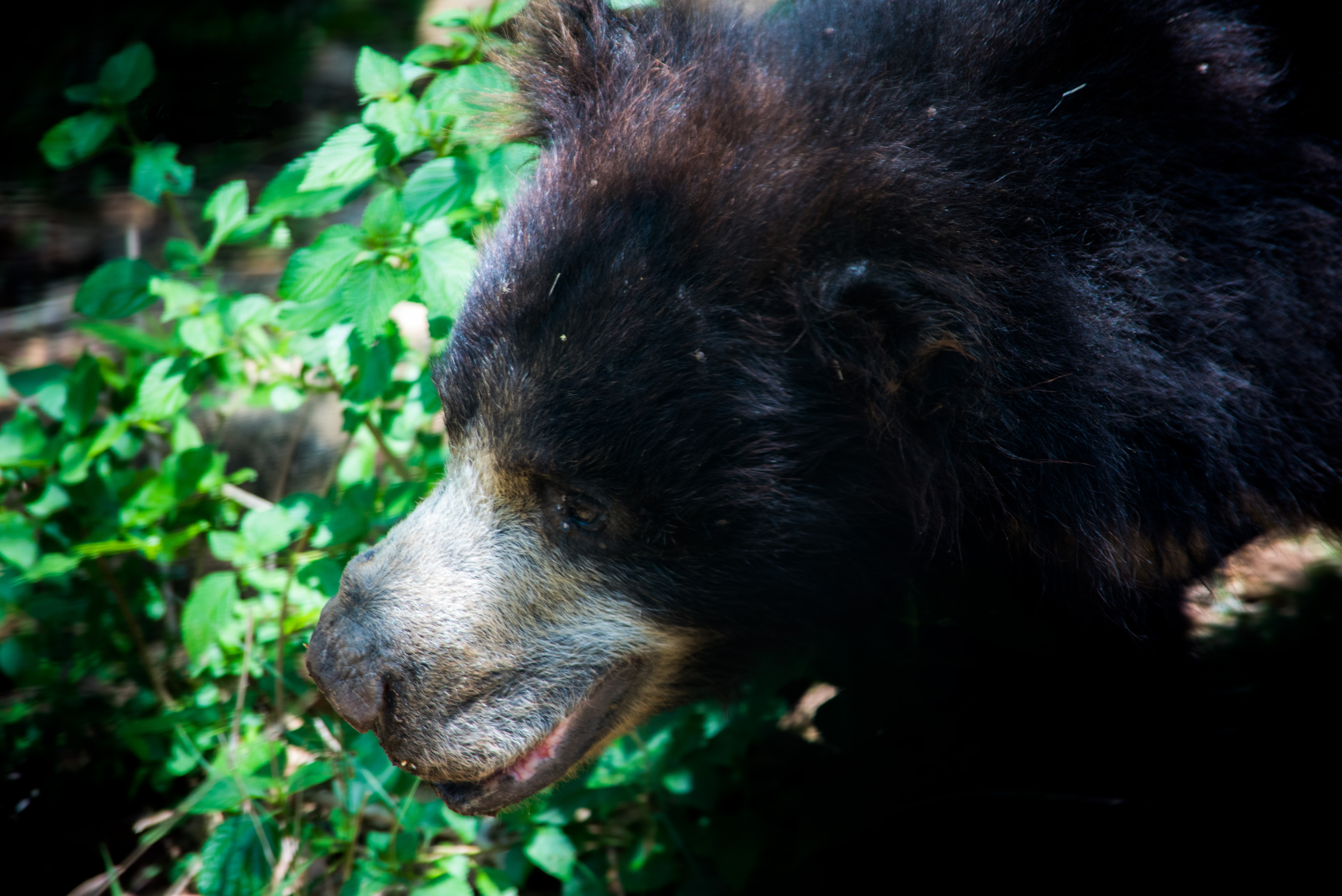
الدب البري

## حديقة بيولوجية

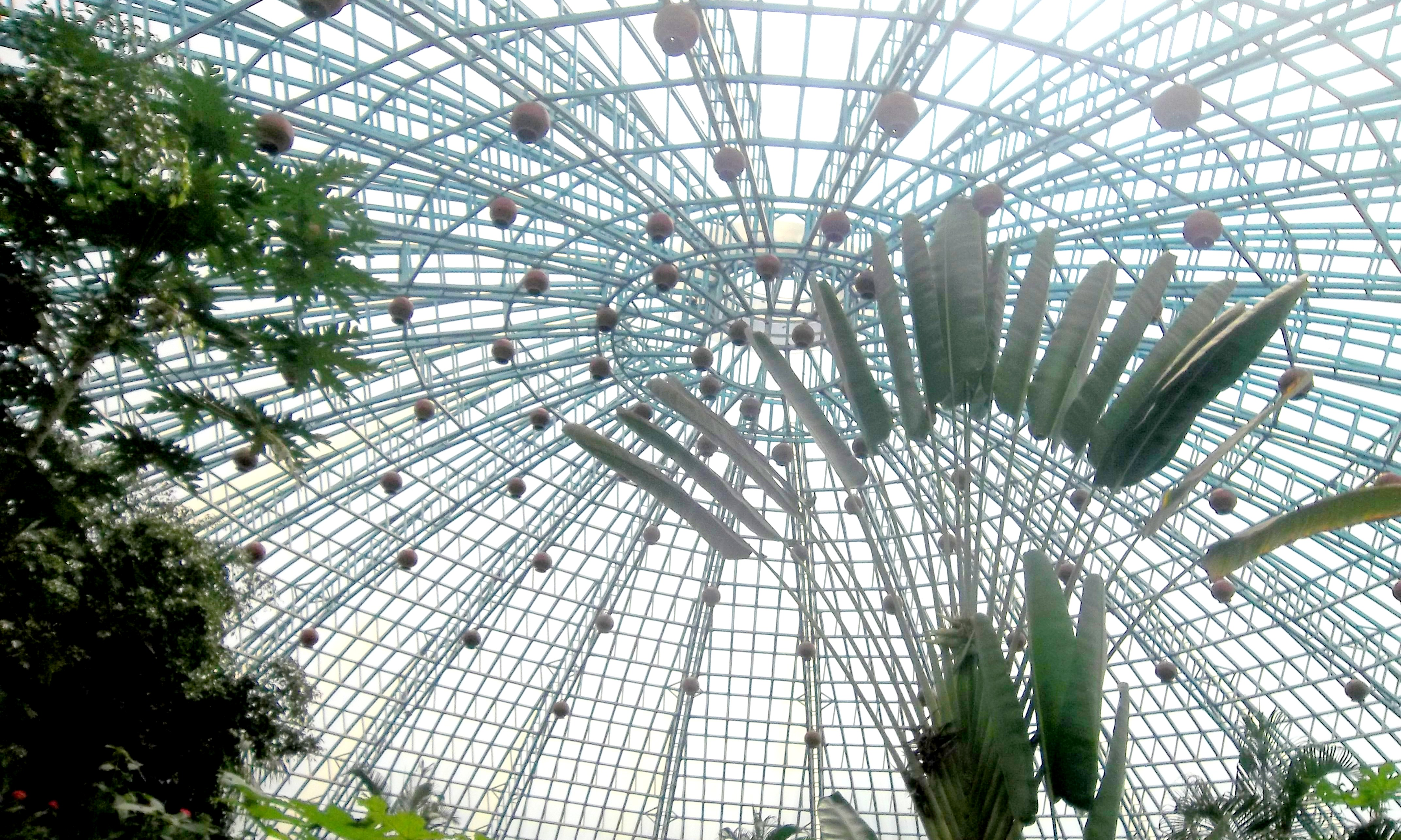
سقف محمية الفراشات

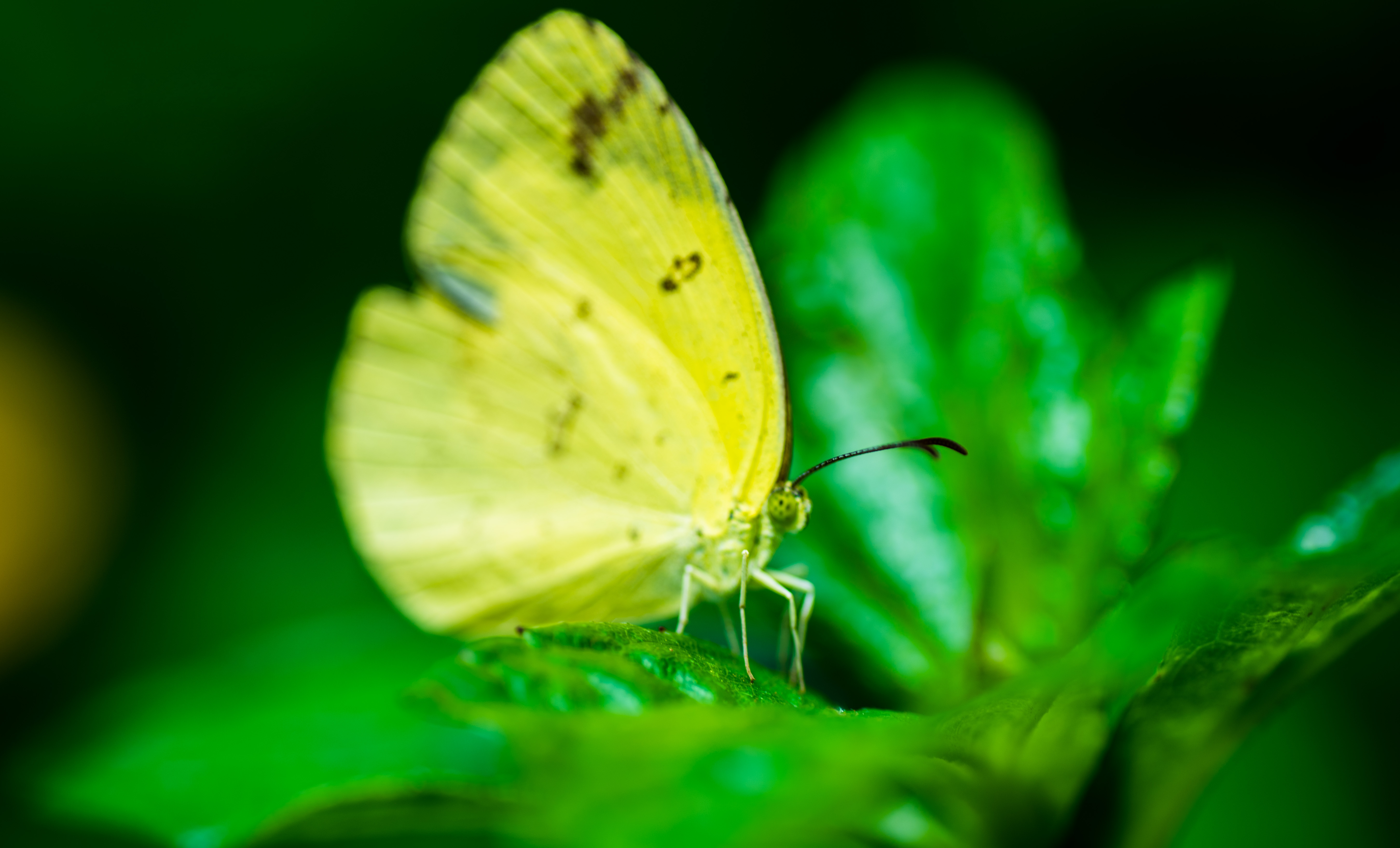
الفراشة الصفراء

### صالة عرض

منتزه بانرغاتا الوطني
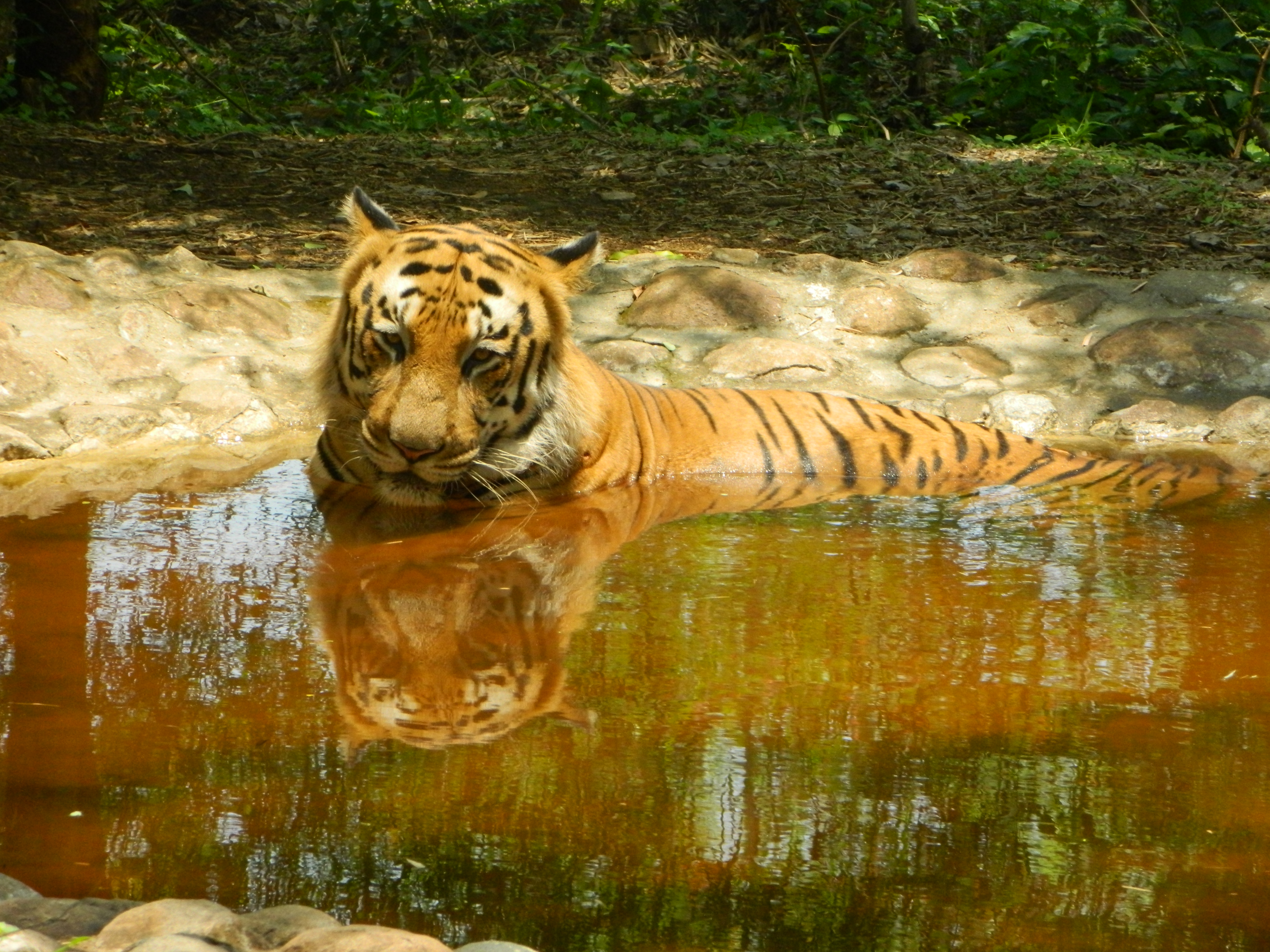
نمر البنغال
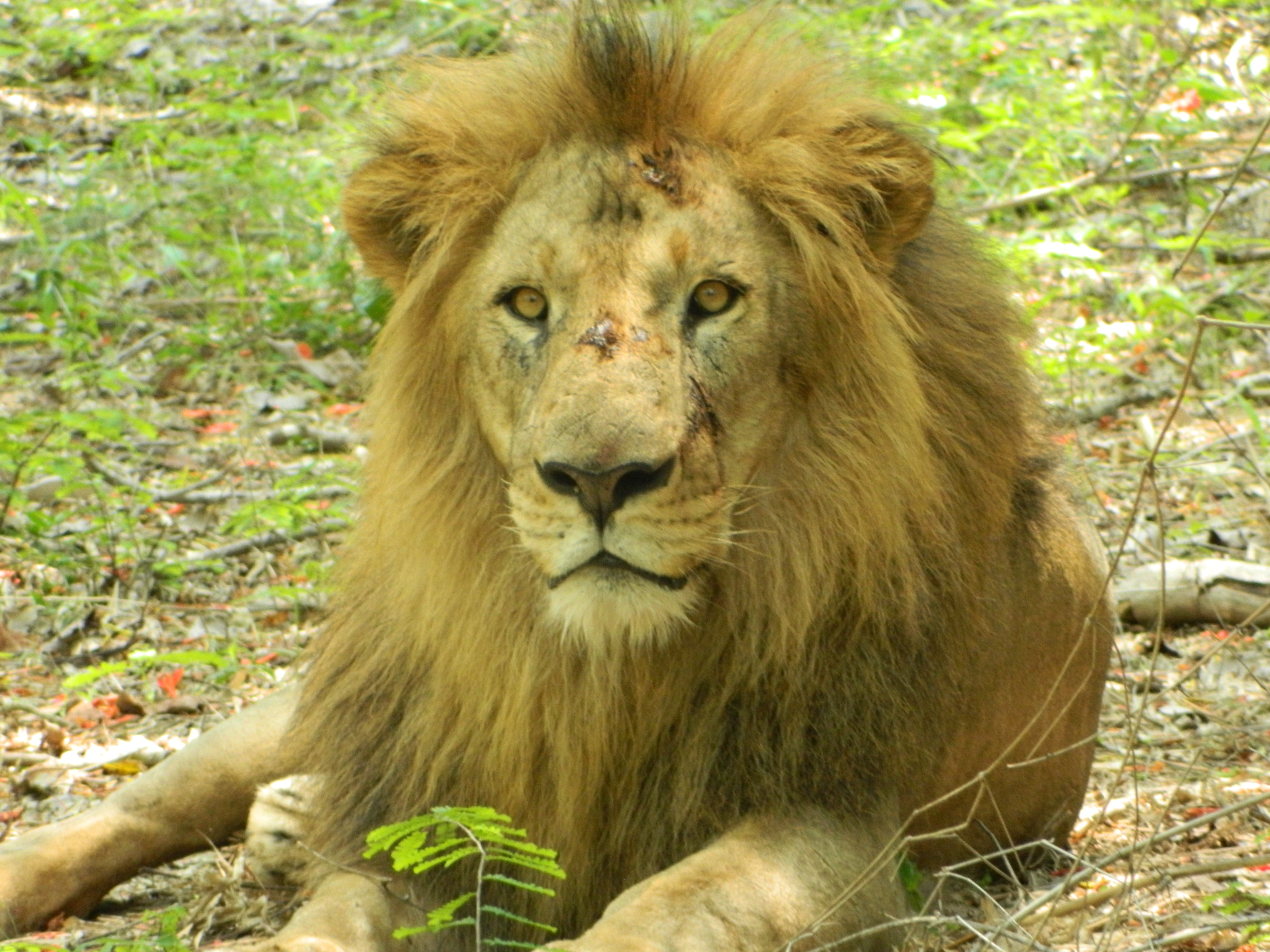
أسد
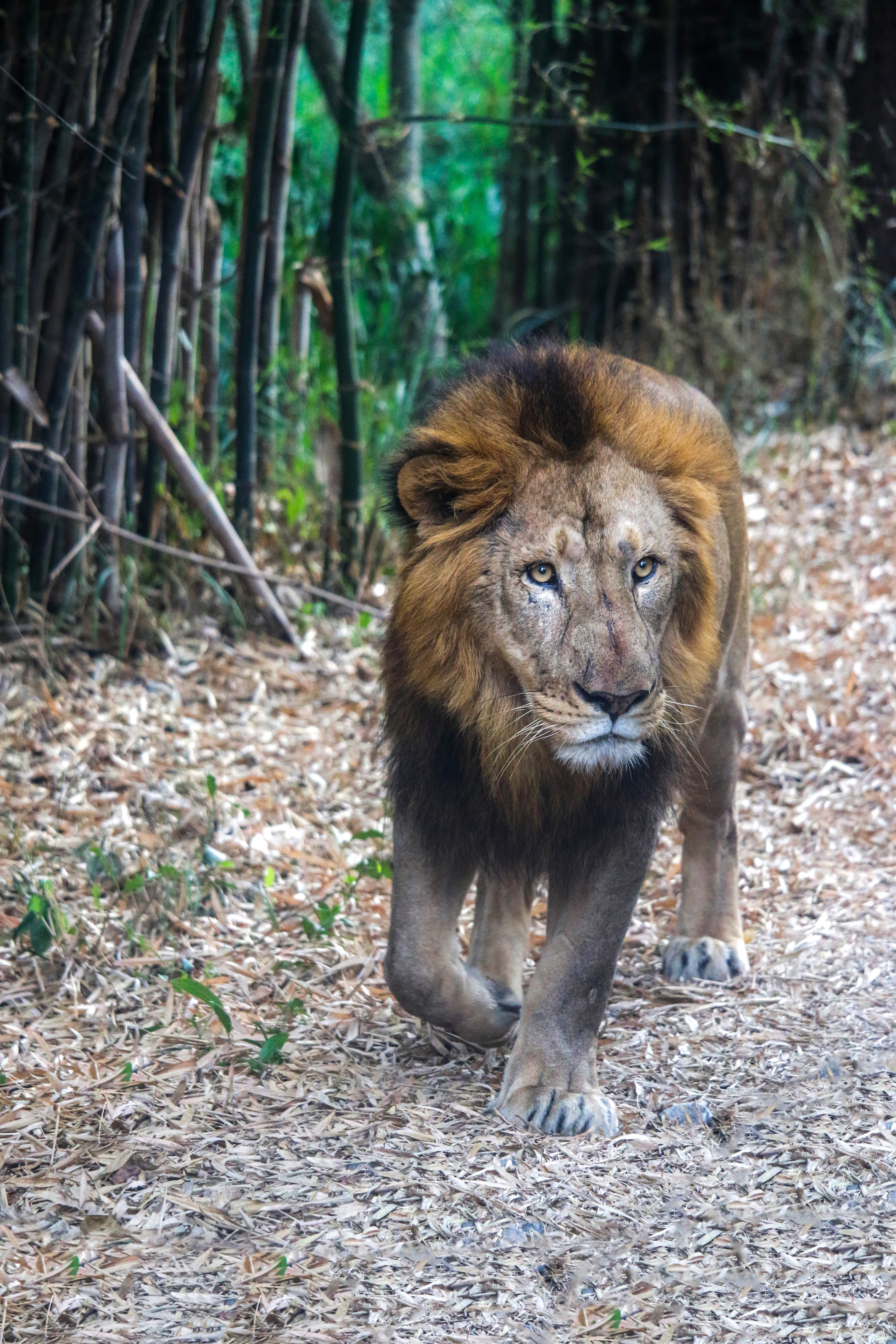
أسد أثناء سفاري
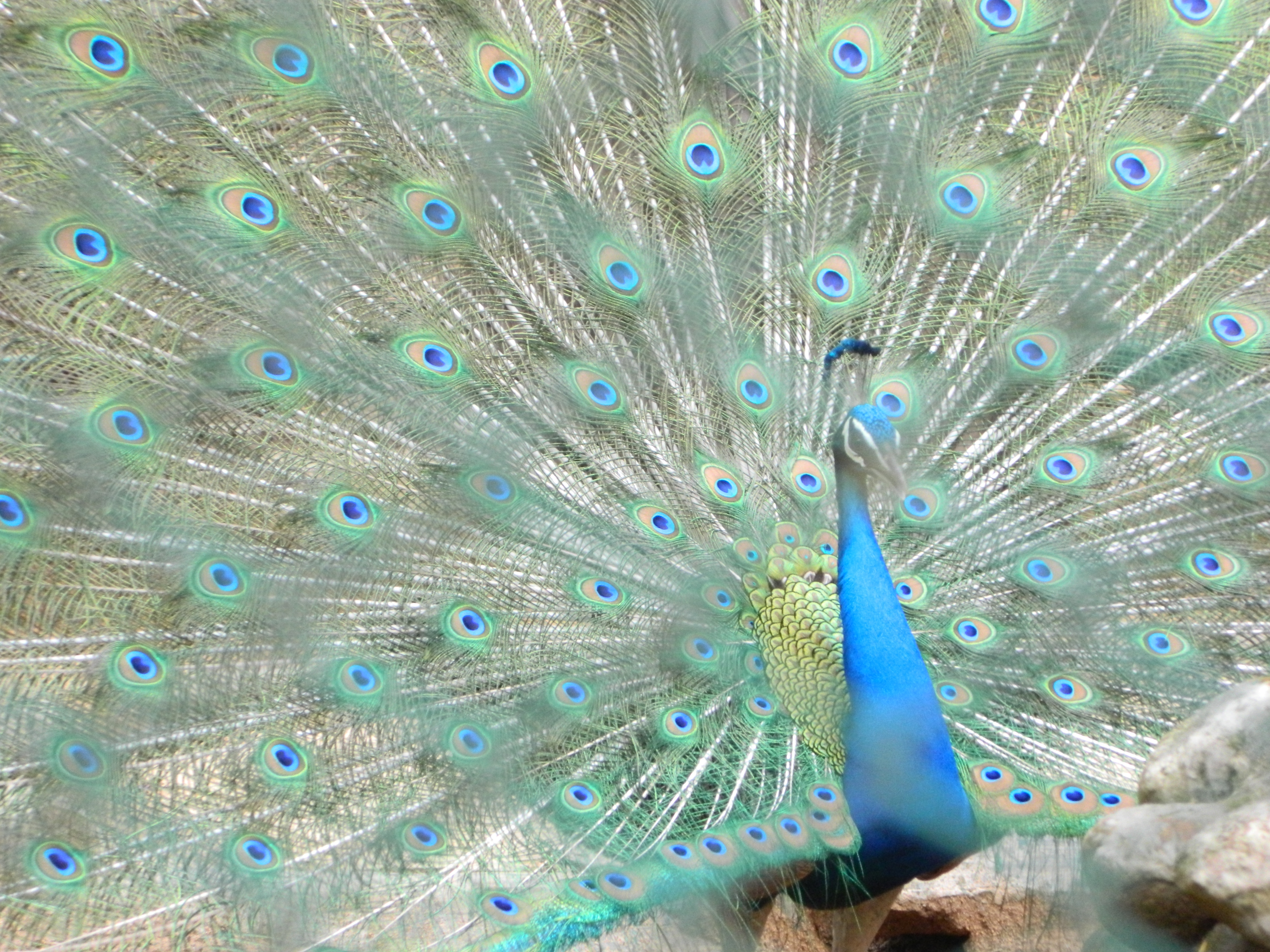
الطاووس الراقص
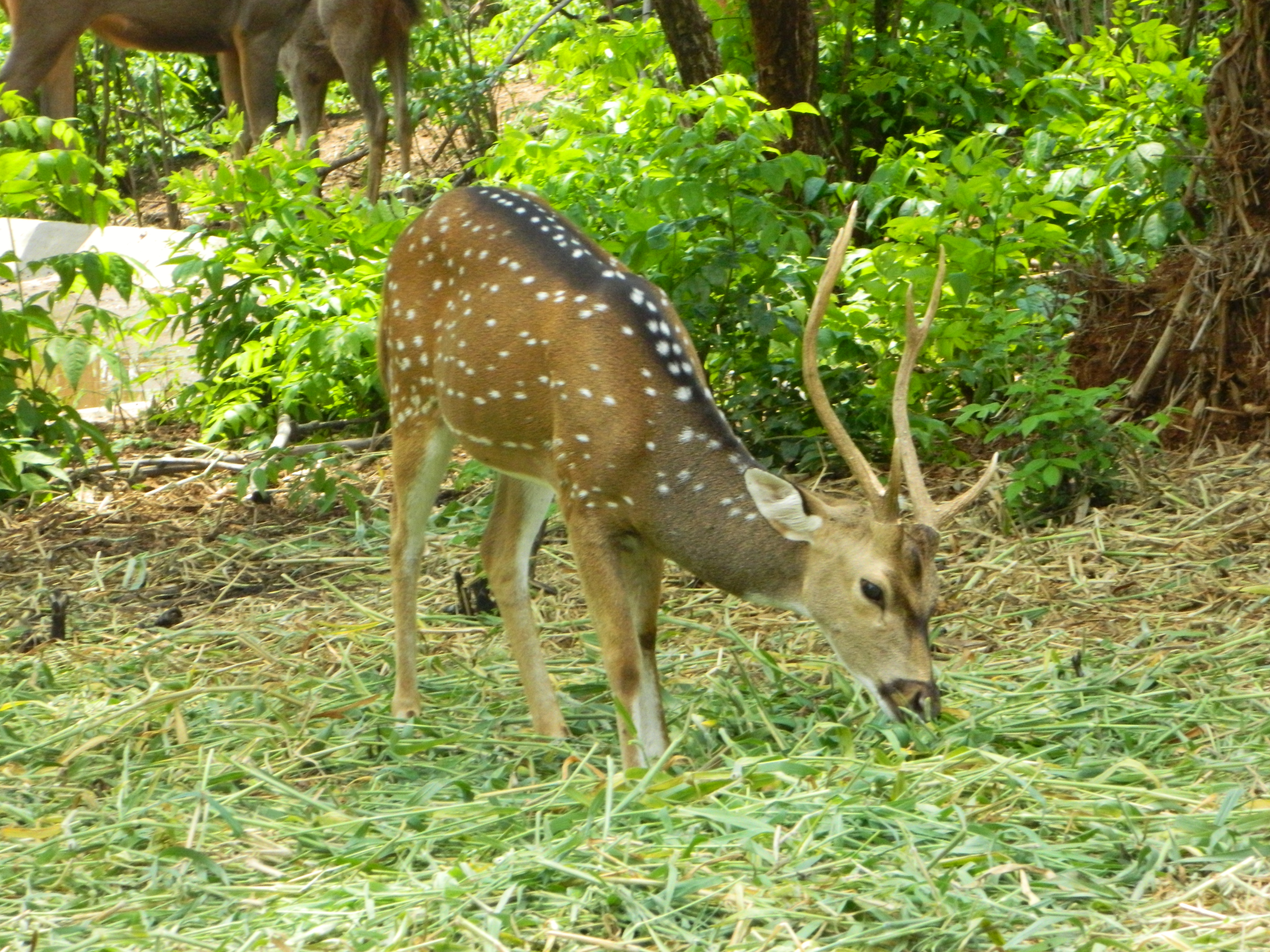
شيتال (الغزلان المرقطة)
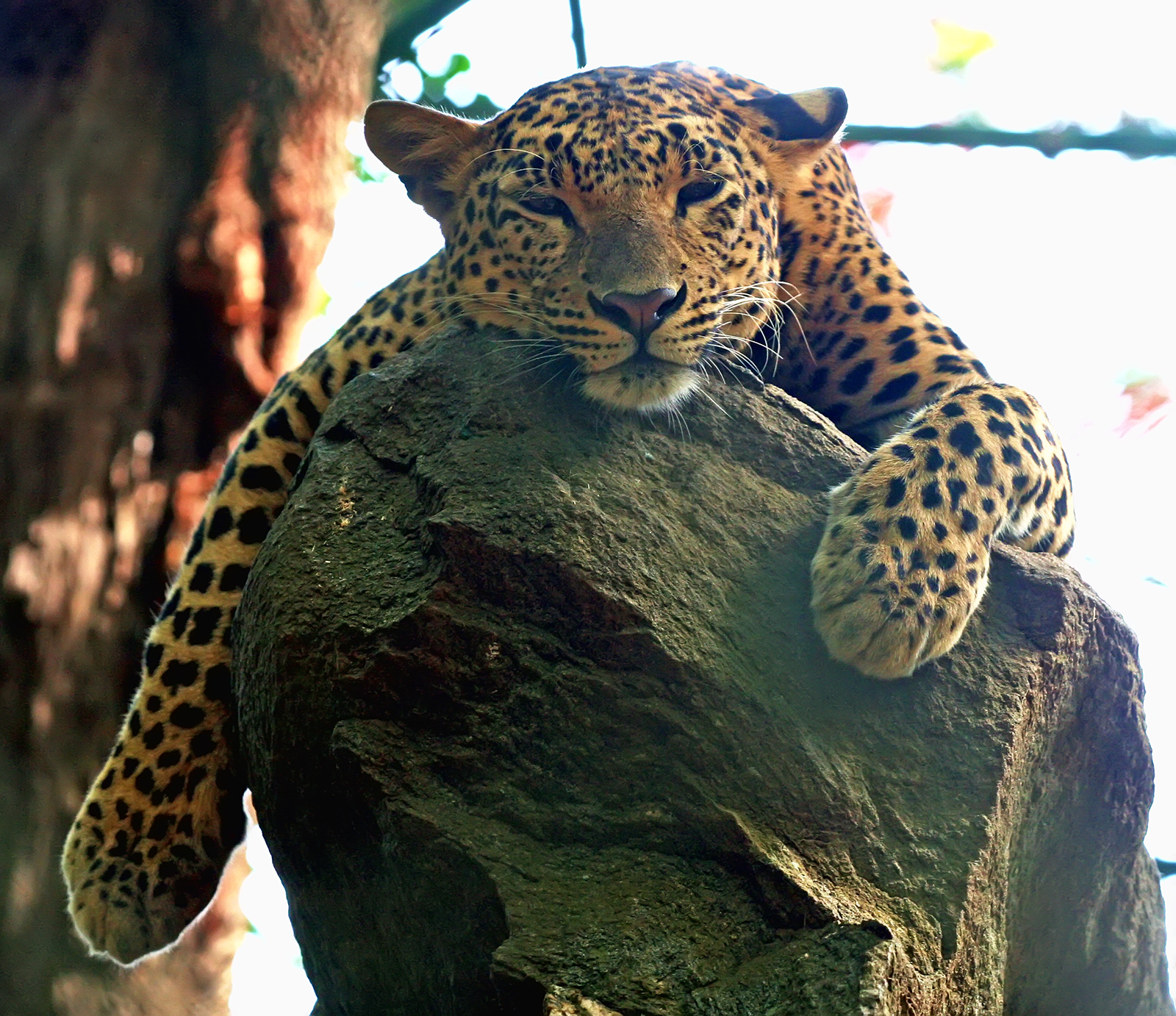
فهد
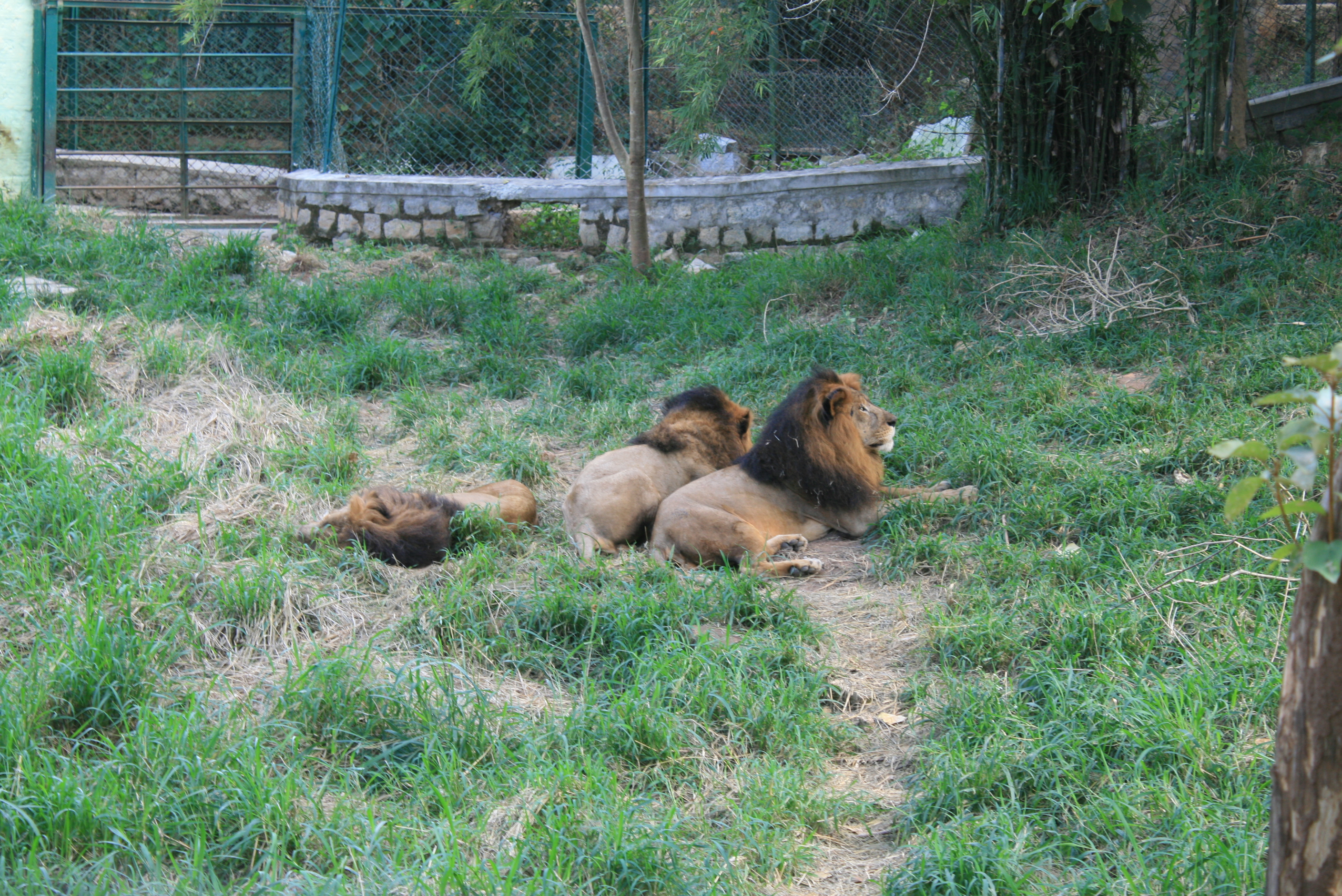
أسود
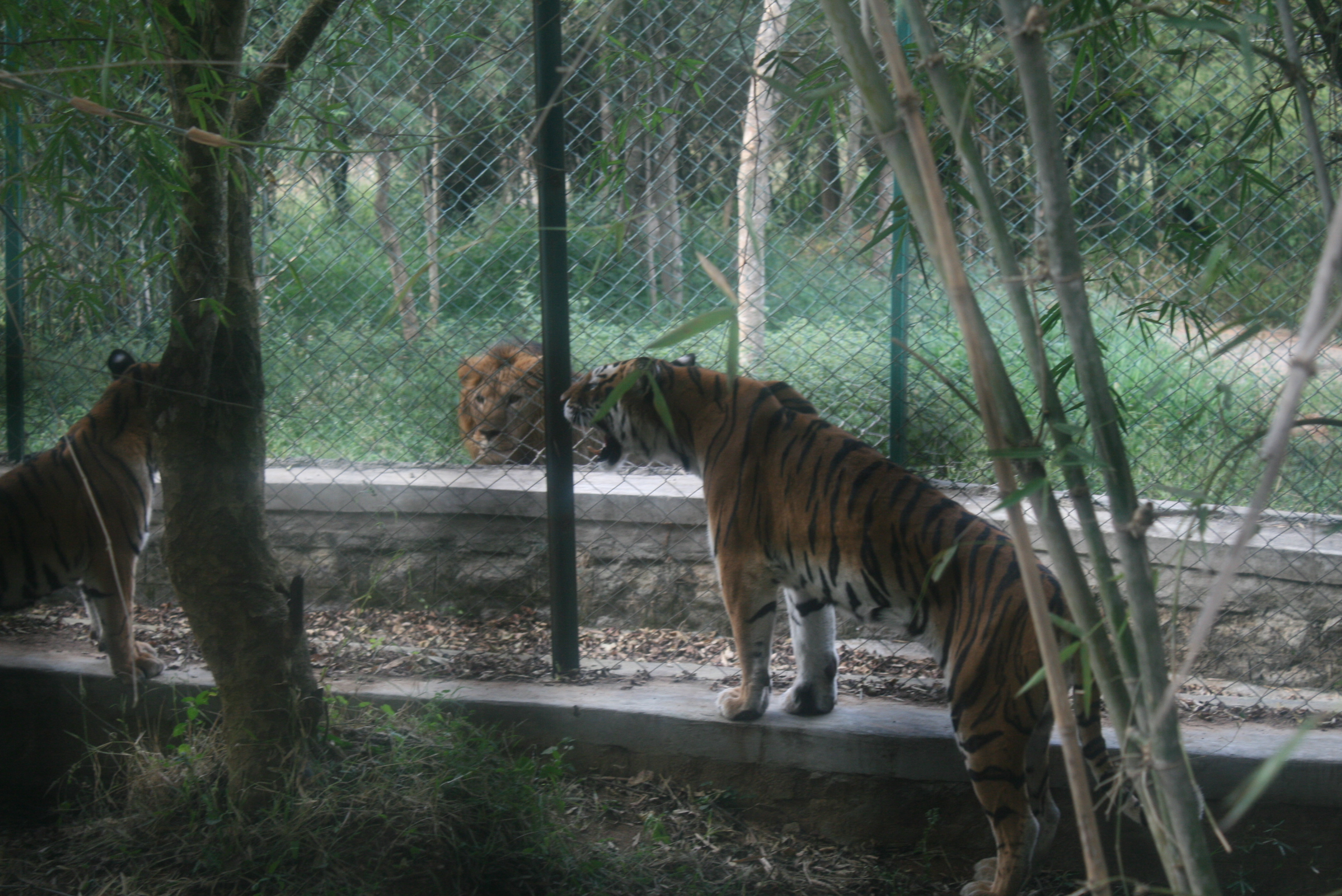
نمور
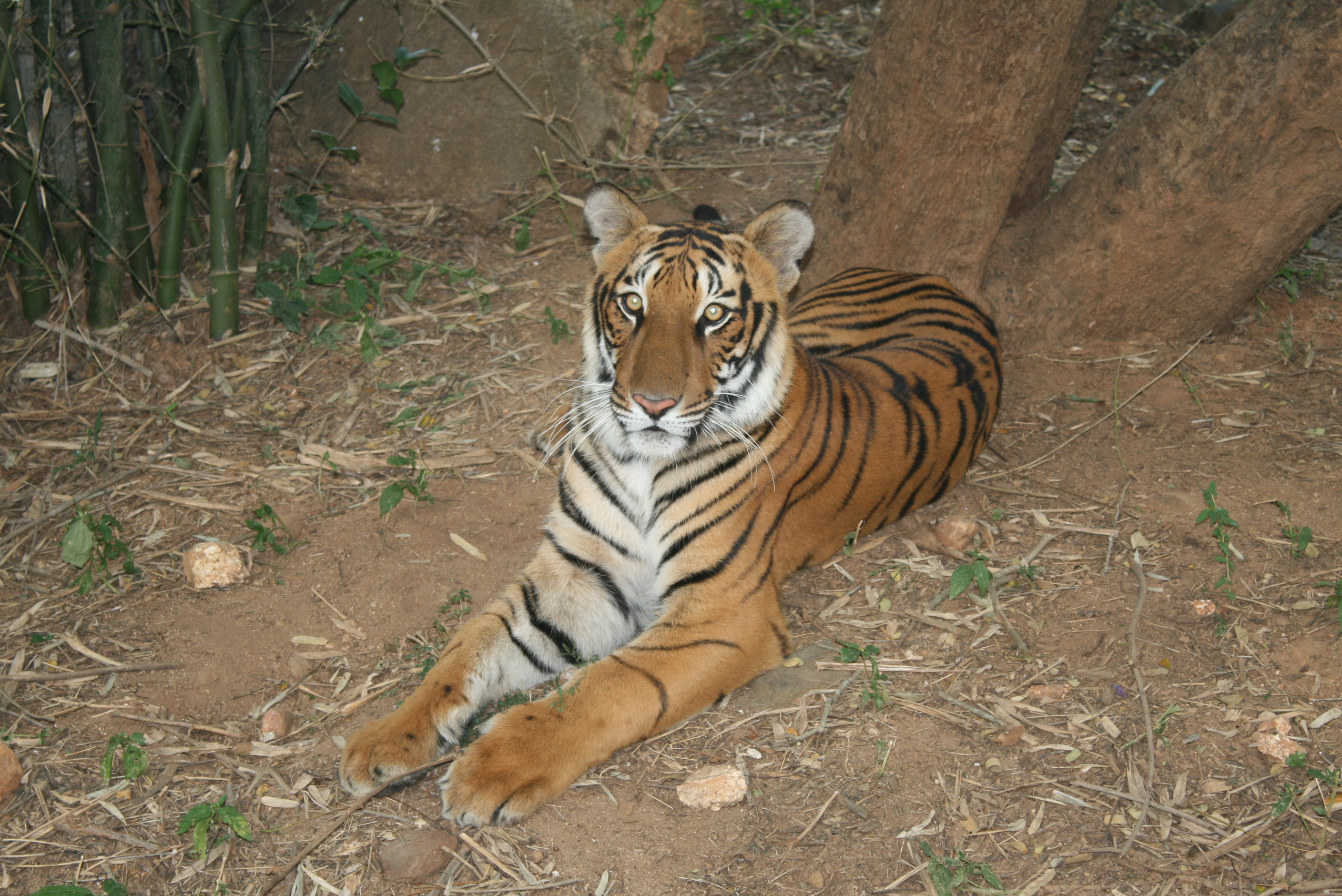
نمر
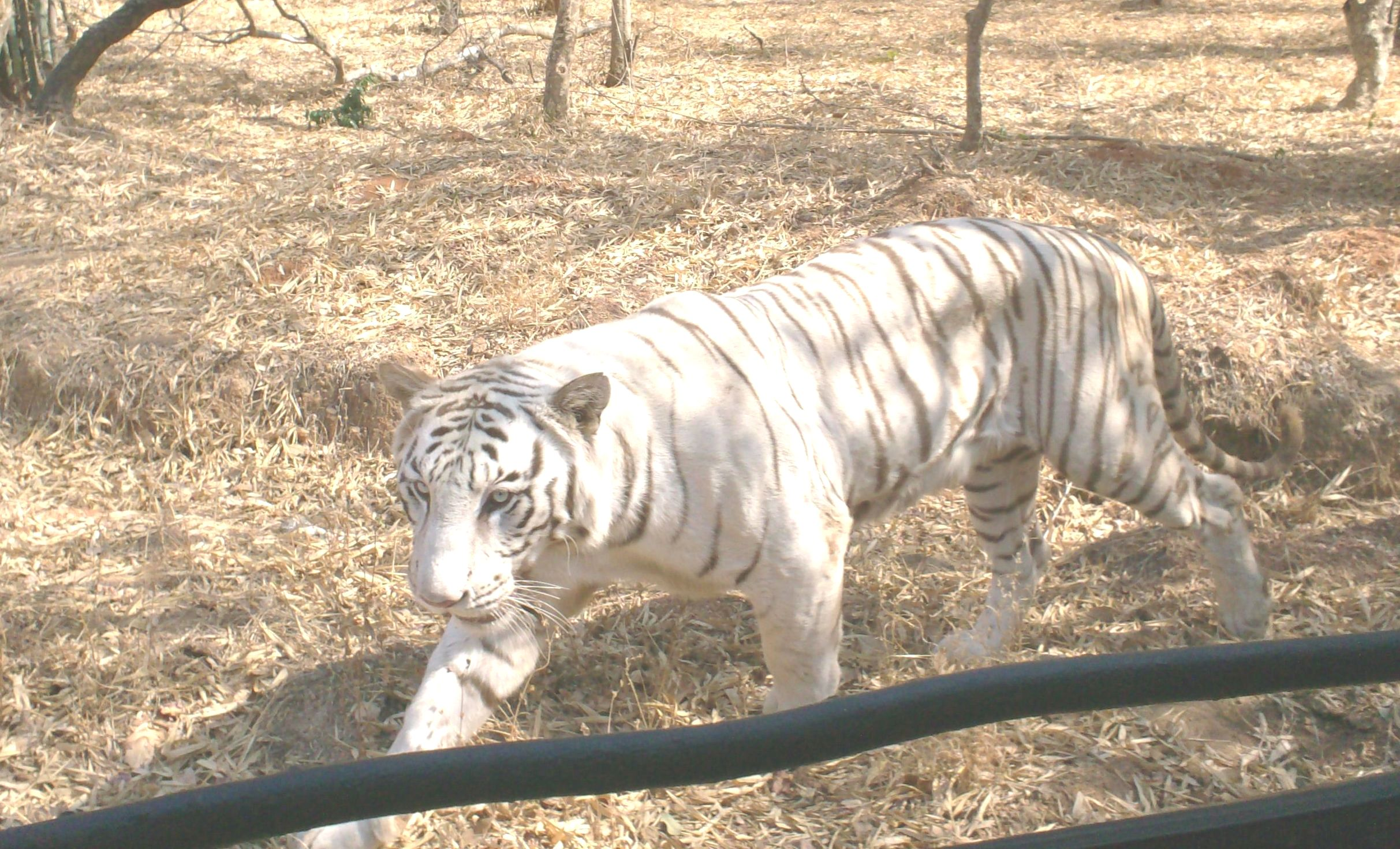
نمر أبيض
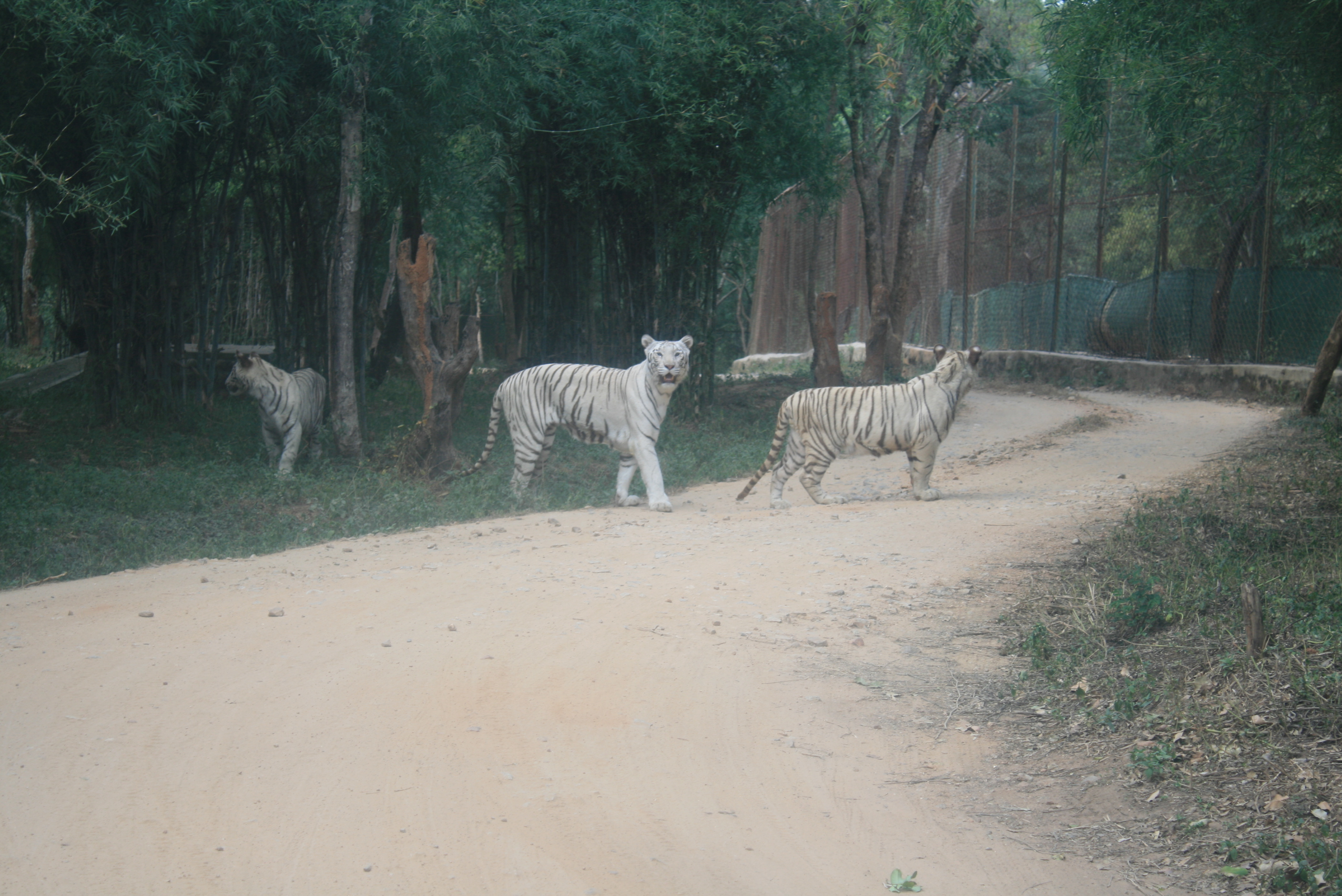
النمر الابيض
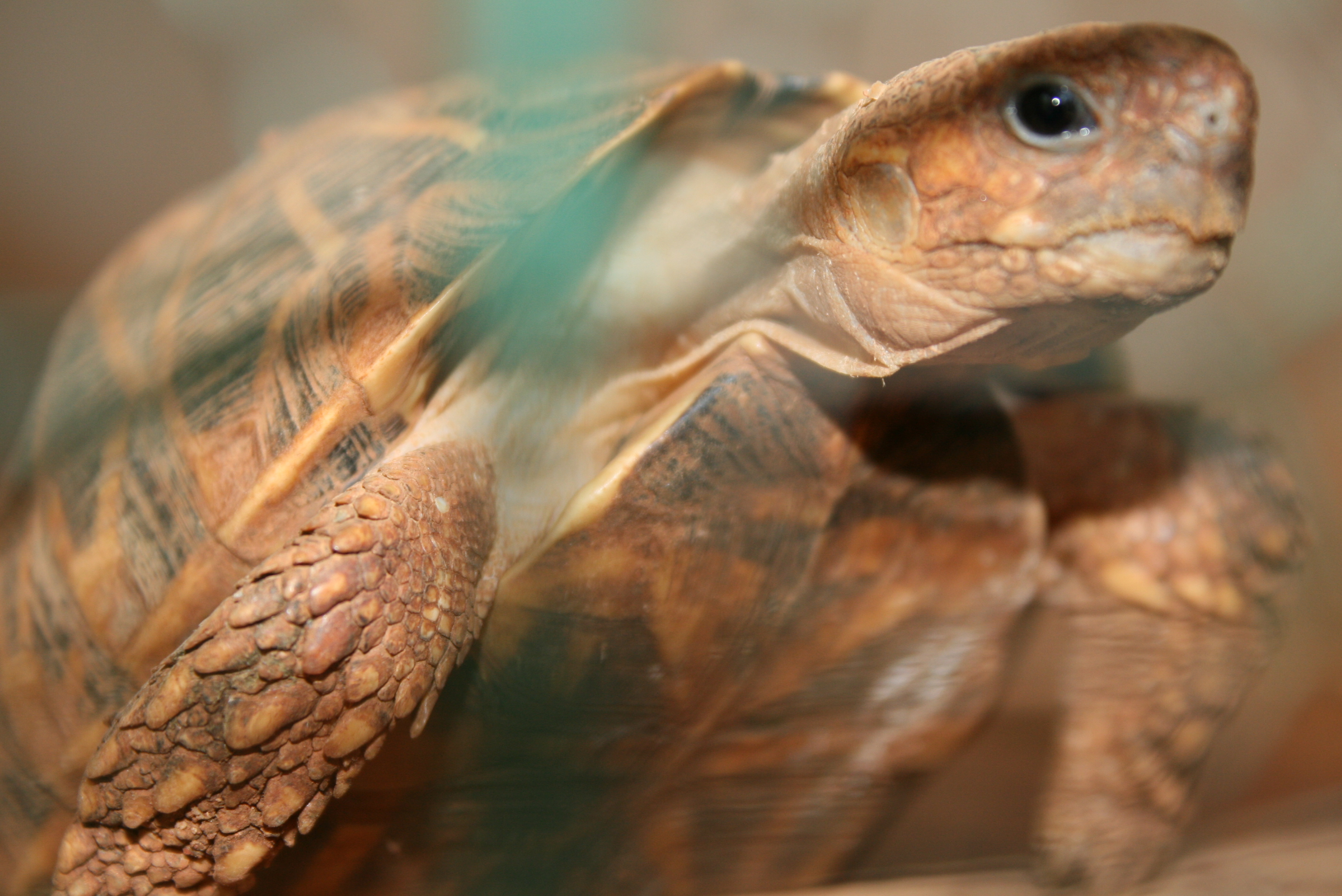
سلحفاة
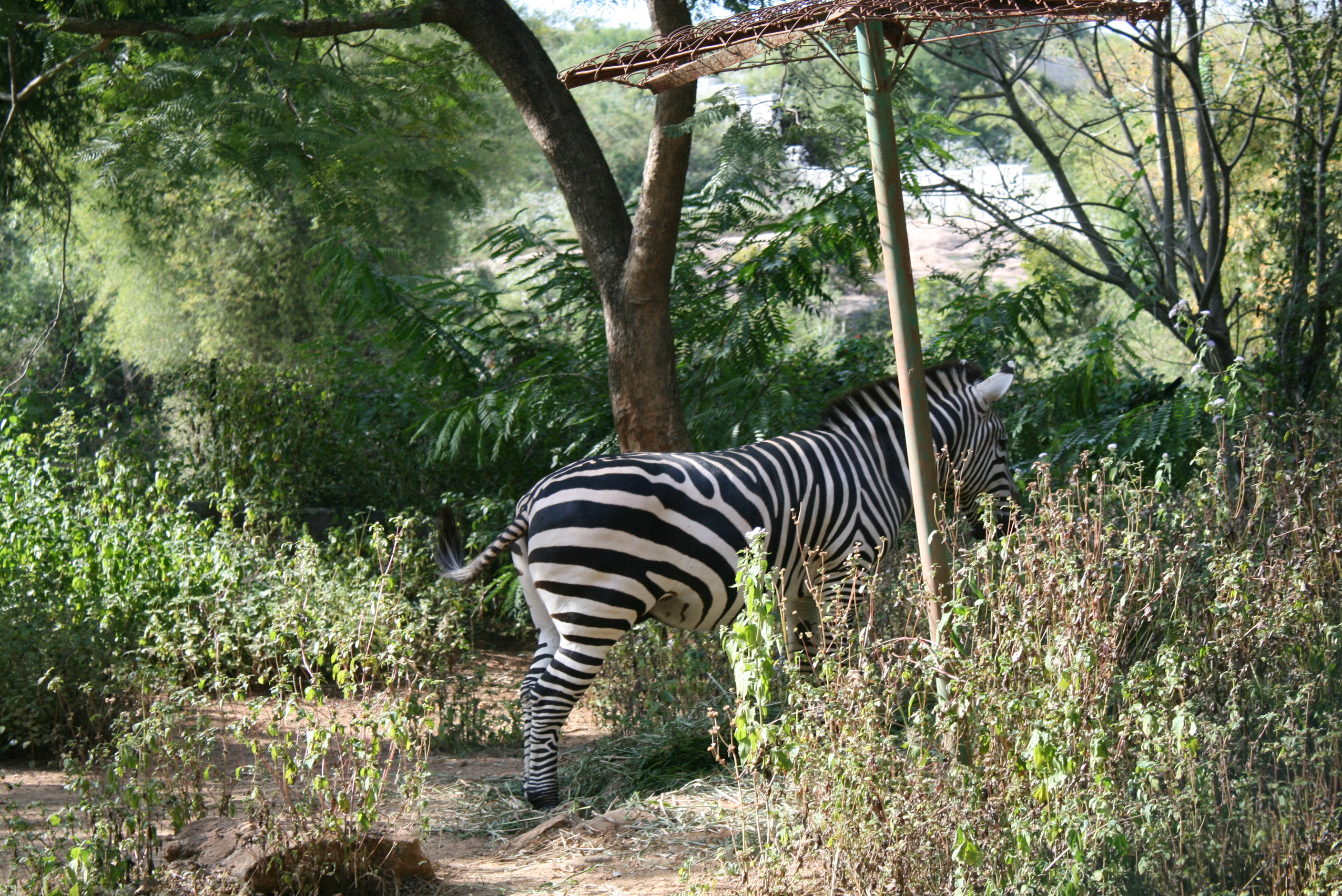
الحمار الوحشي
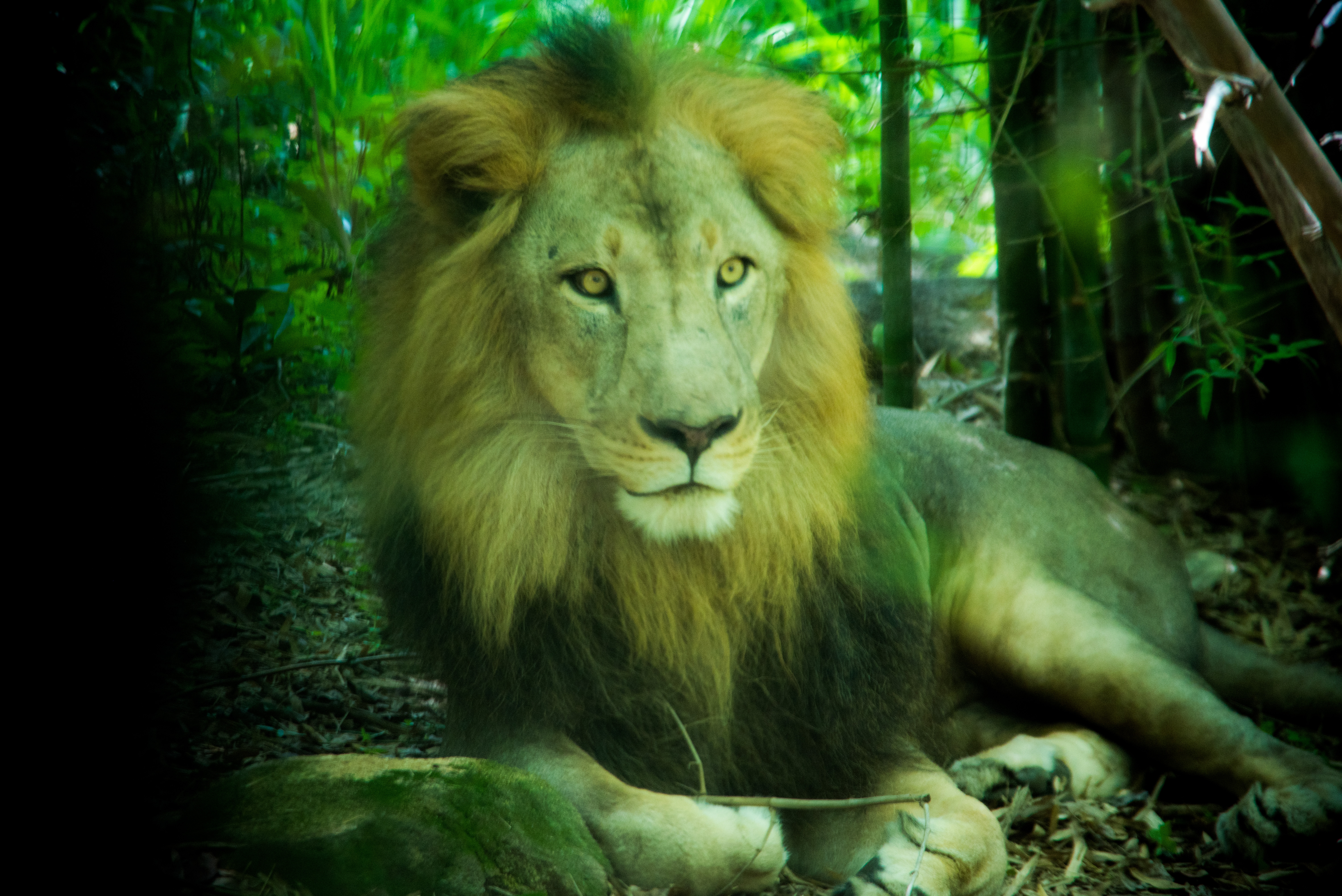
أسد
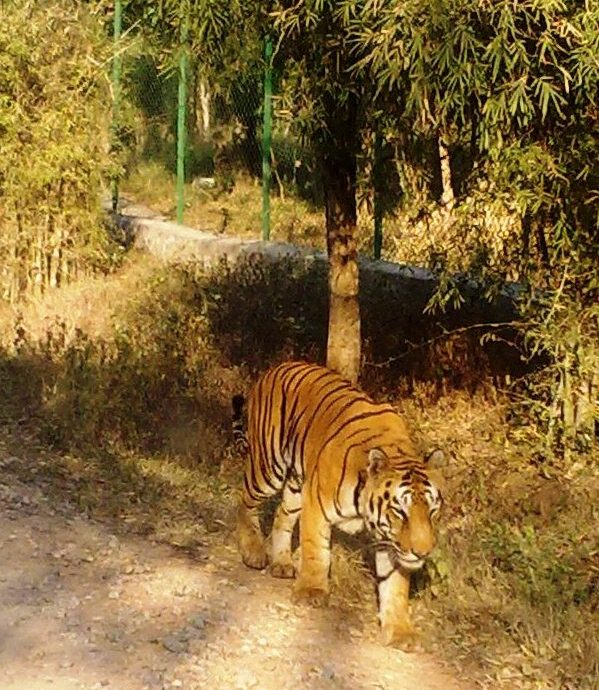
نمر البنغال
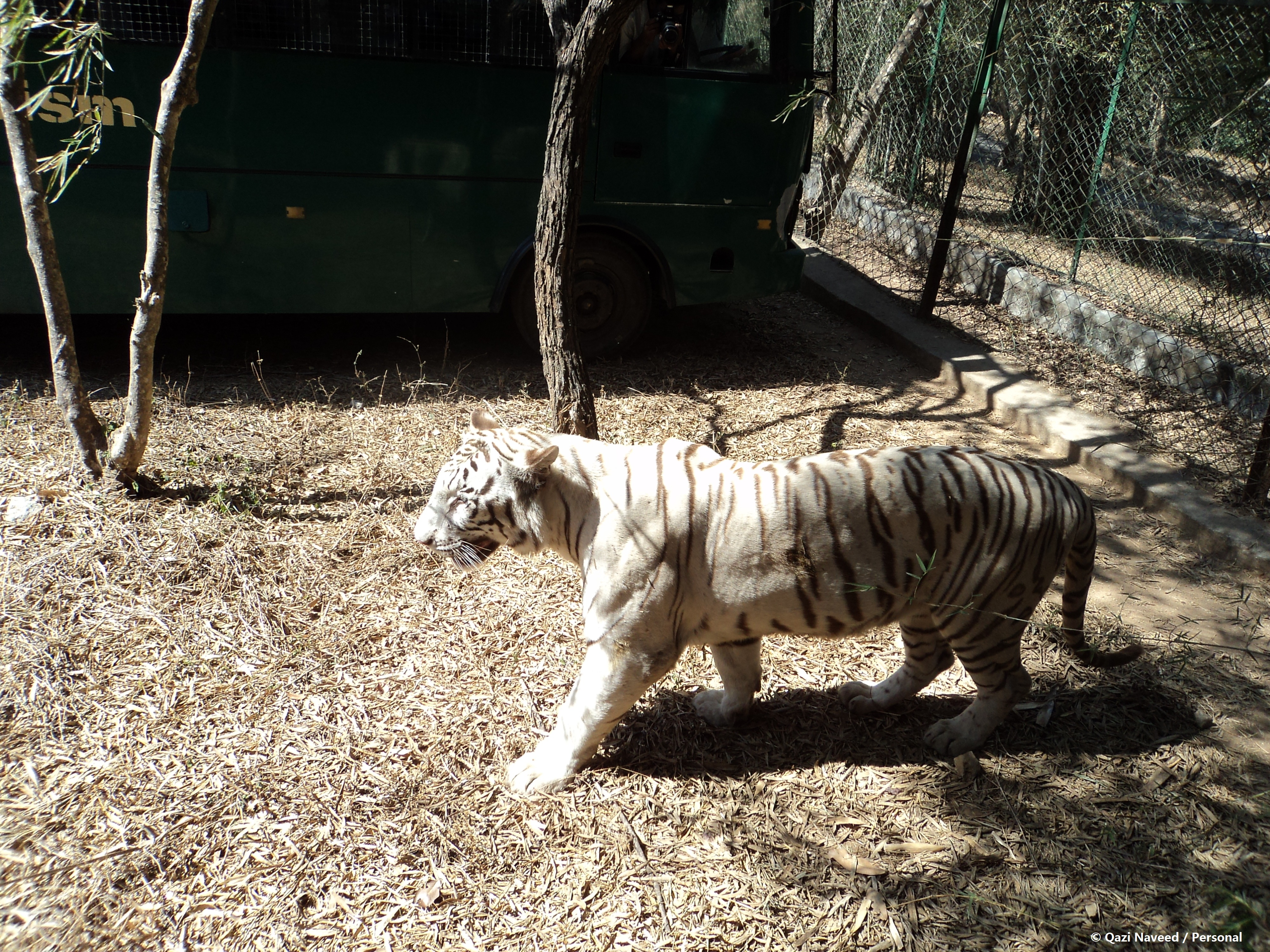
النمر الابيض
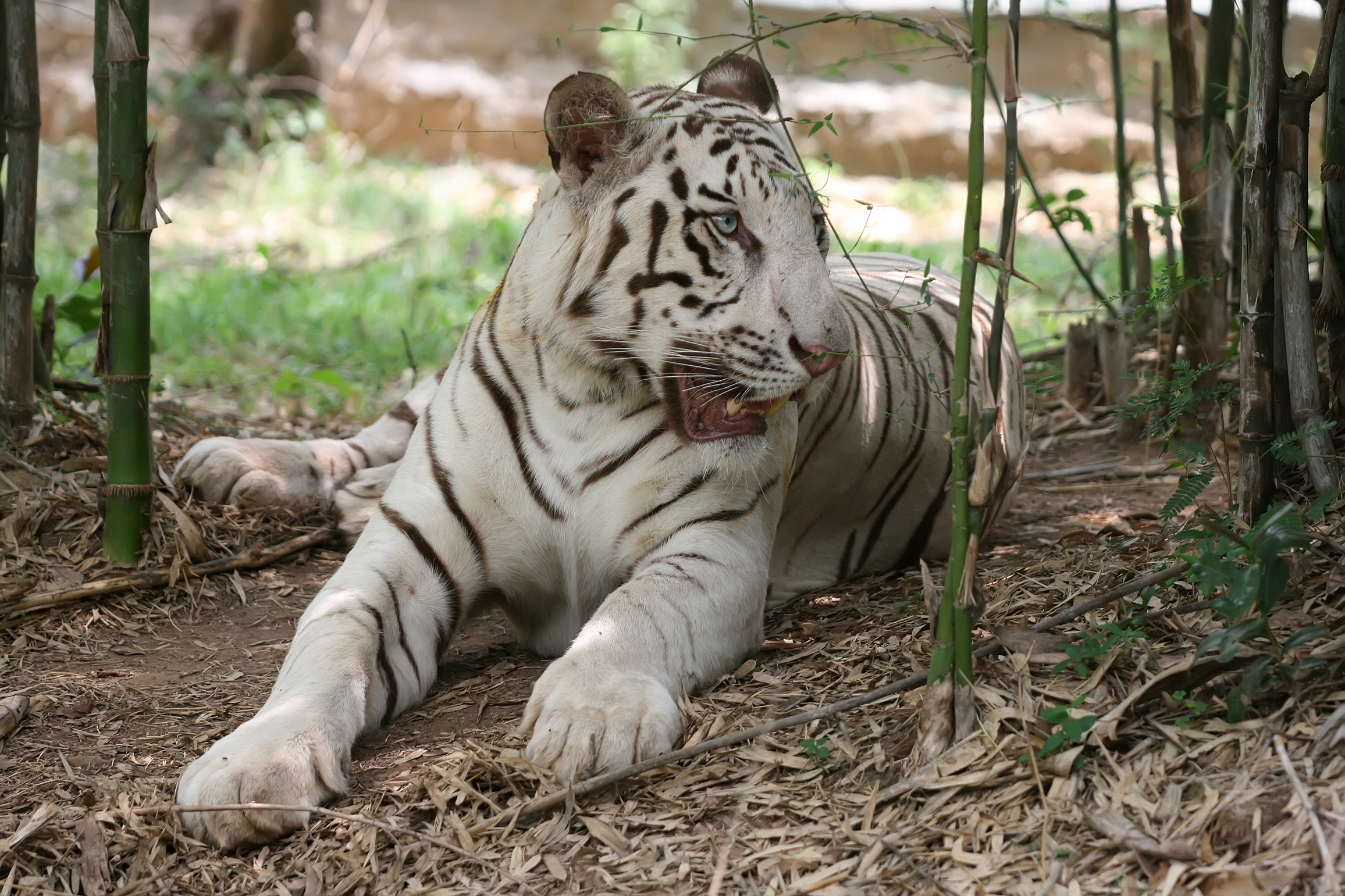
النمر الابيض
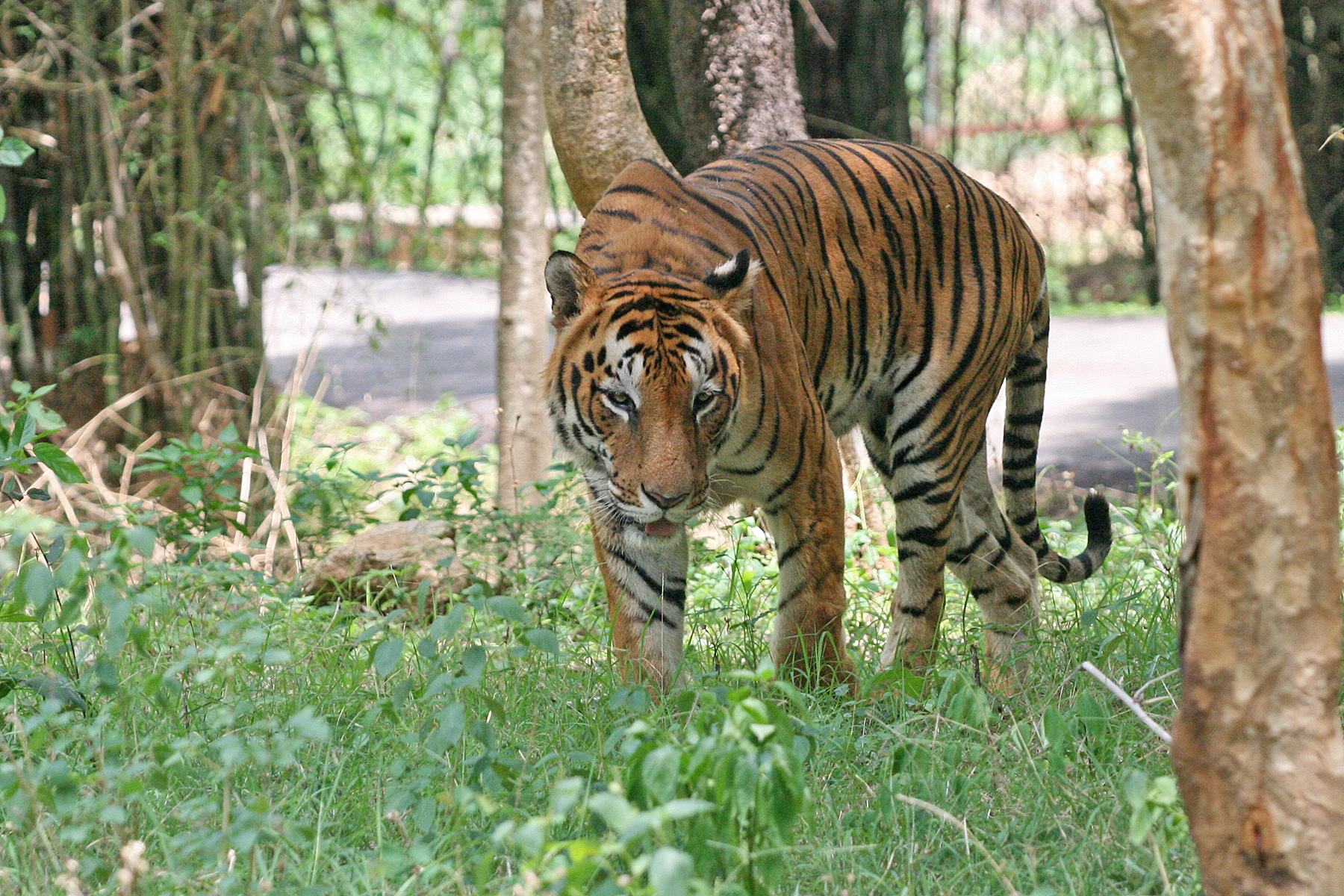
نمر البنغال
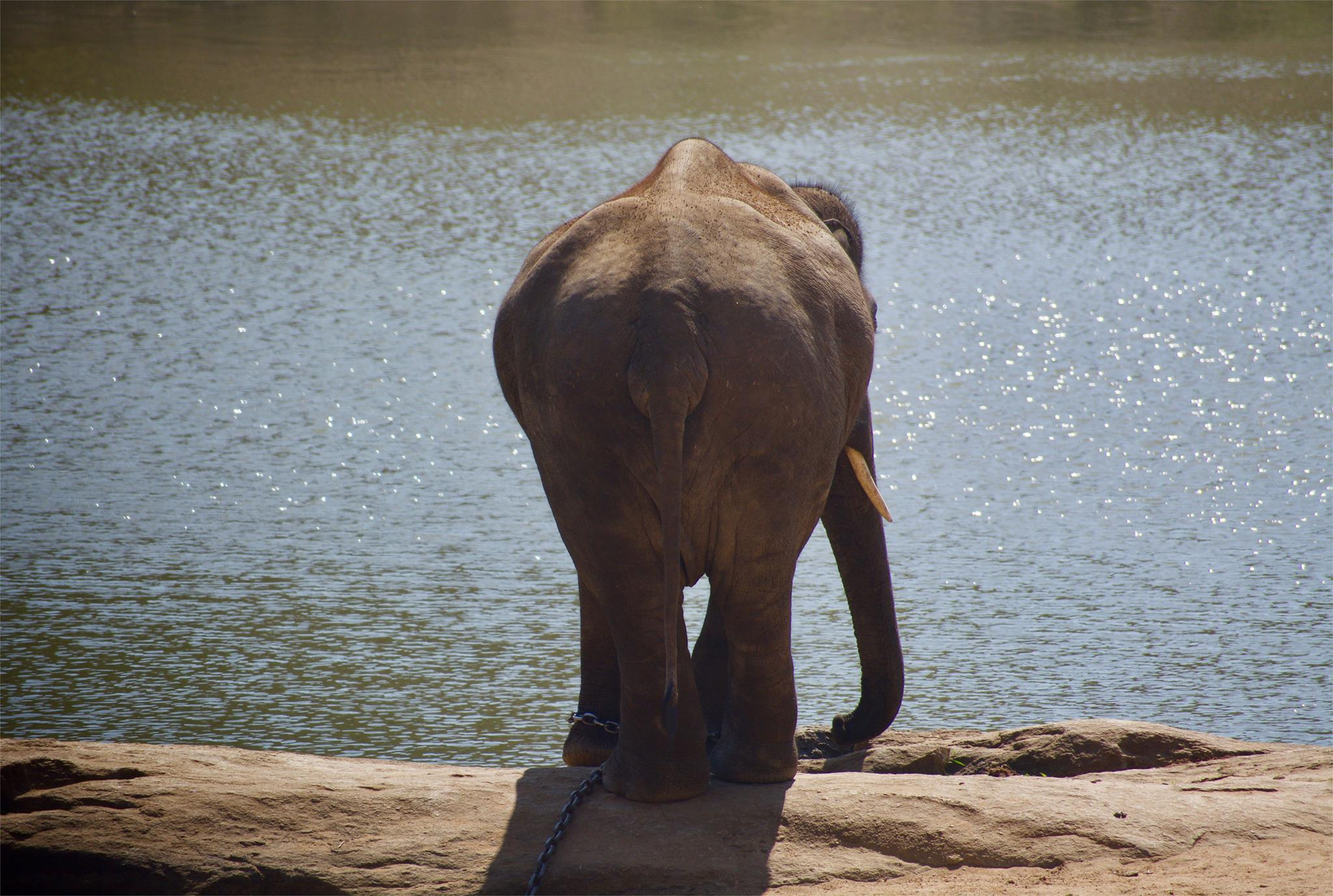
الفيل على ضفاف البحيرة
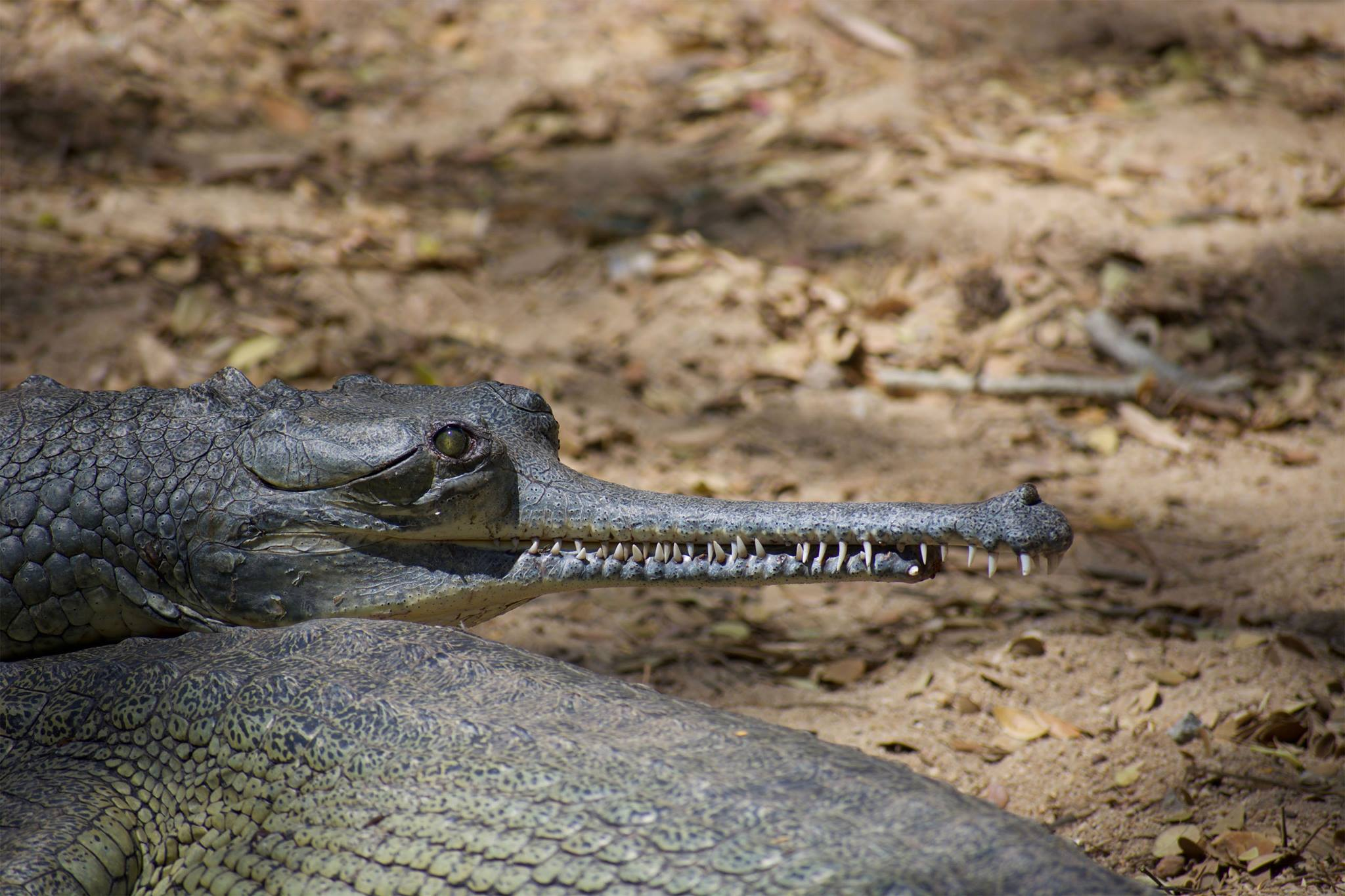
تمساح
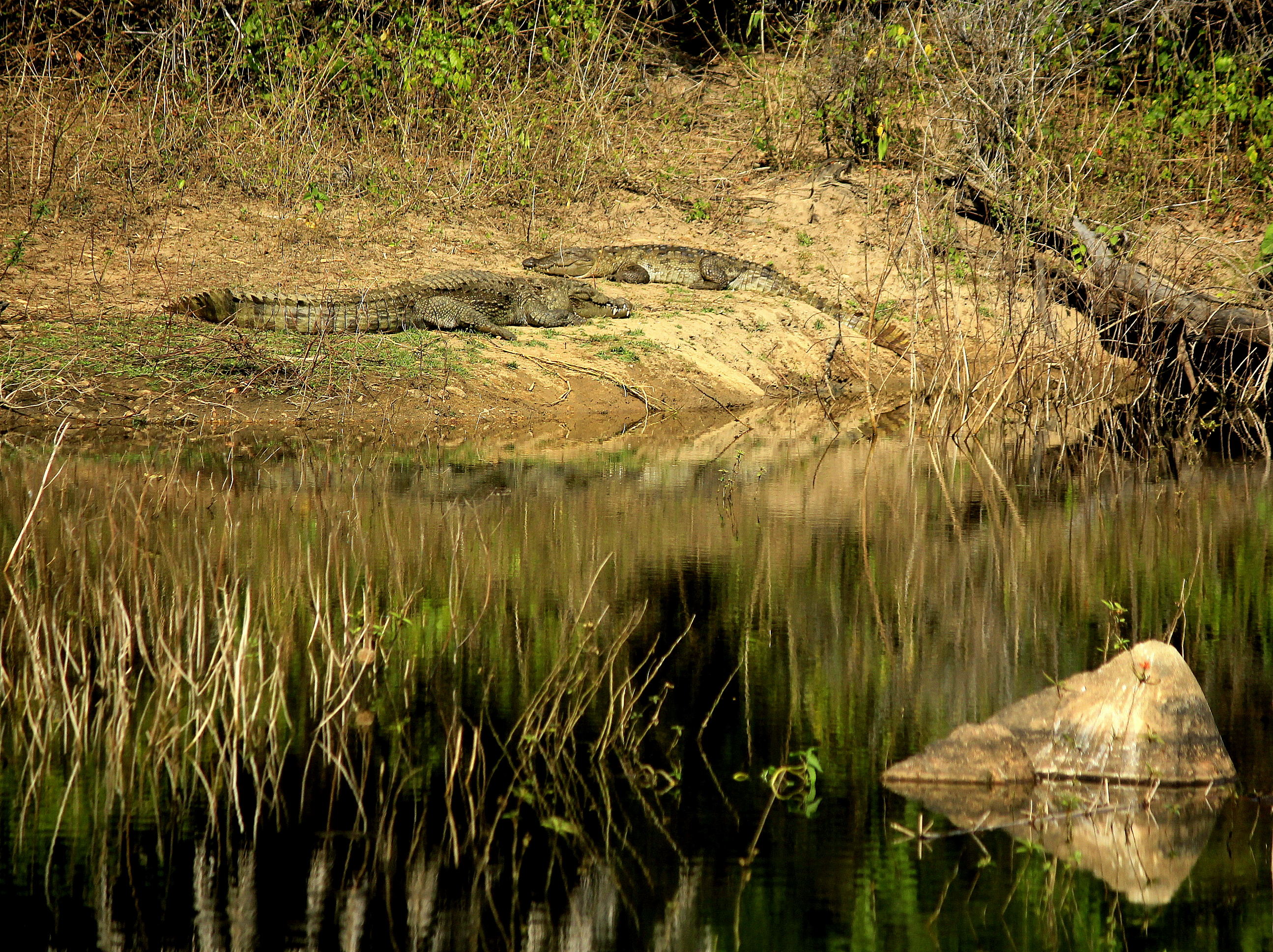
التمساح الهندي في بحيرة الحديقة
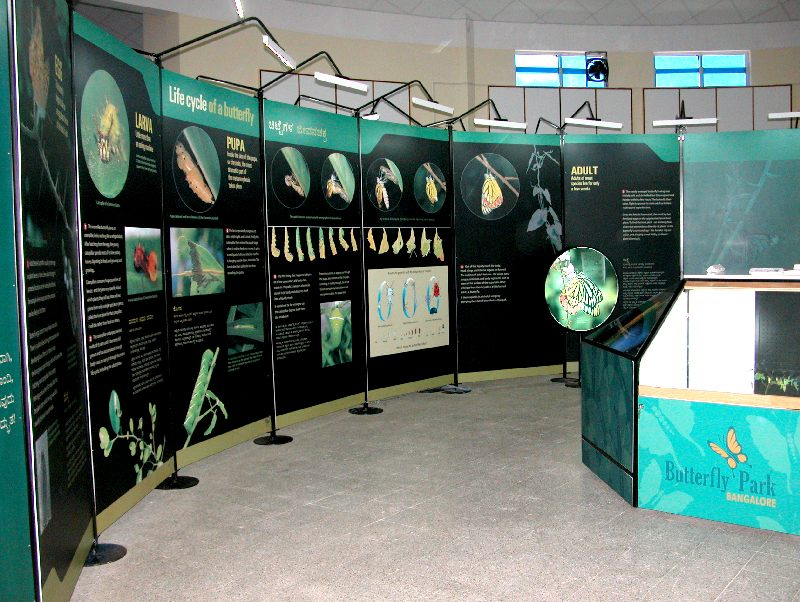
حديقة الفراشات، بنجالور
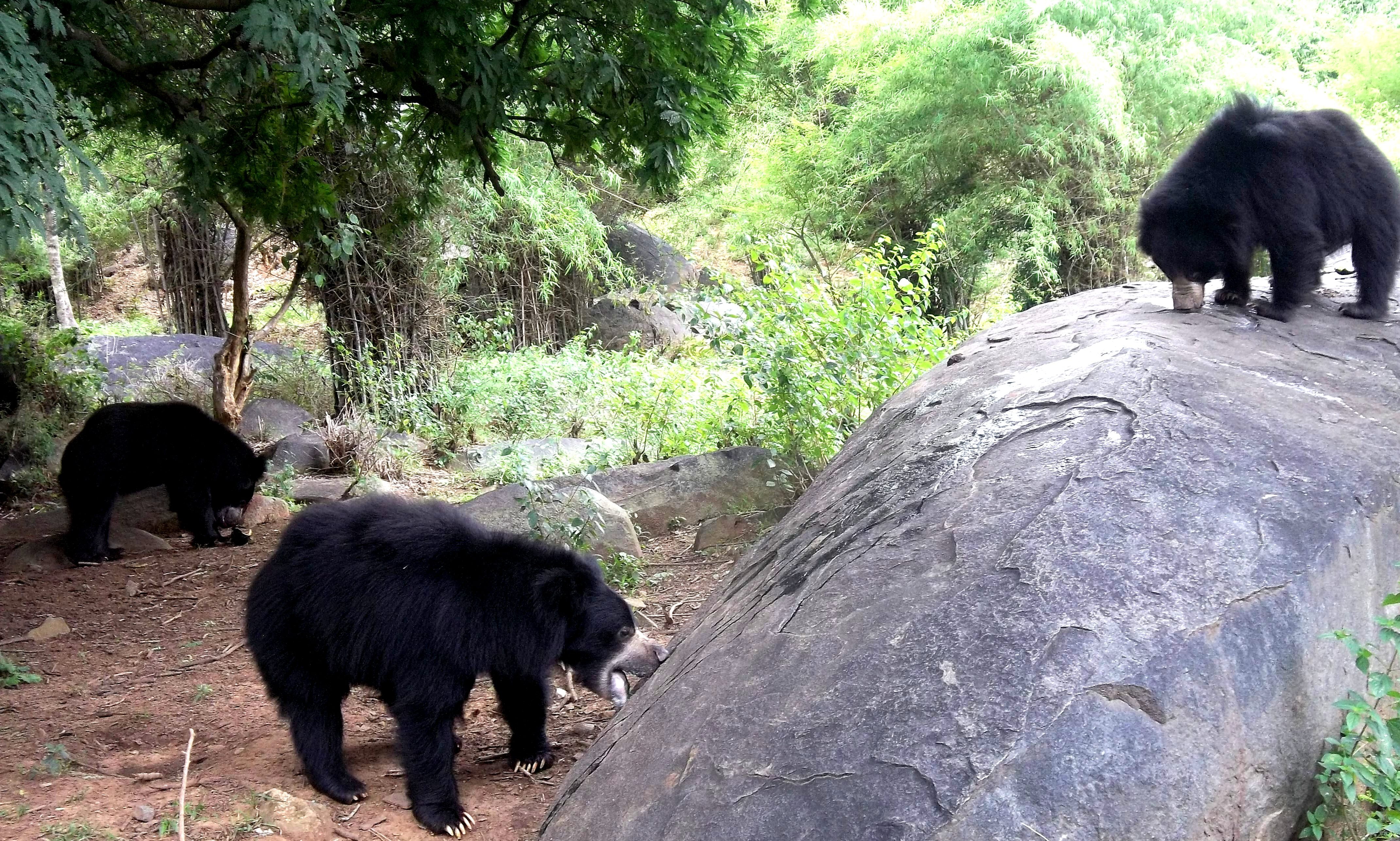
الدب الغاضب
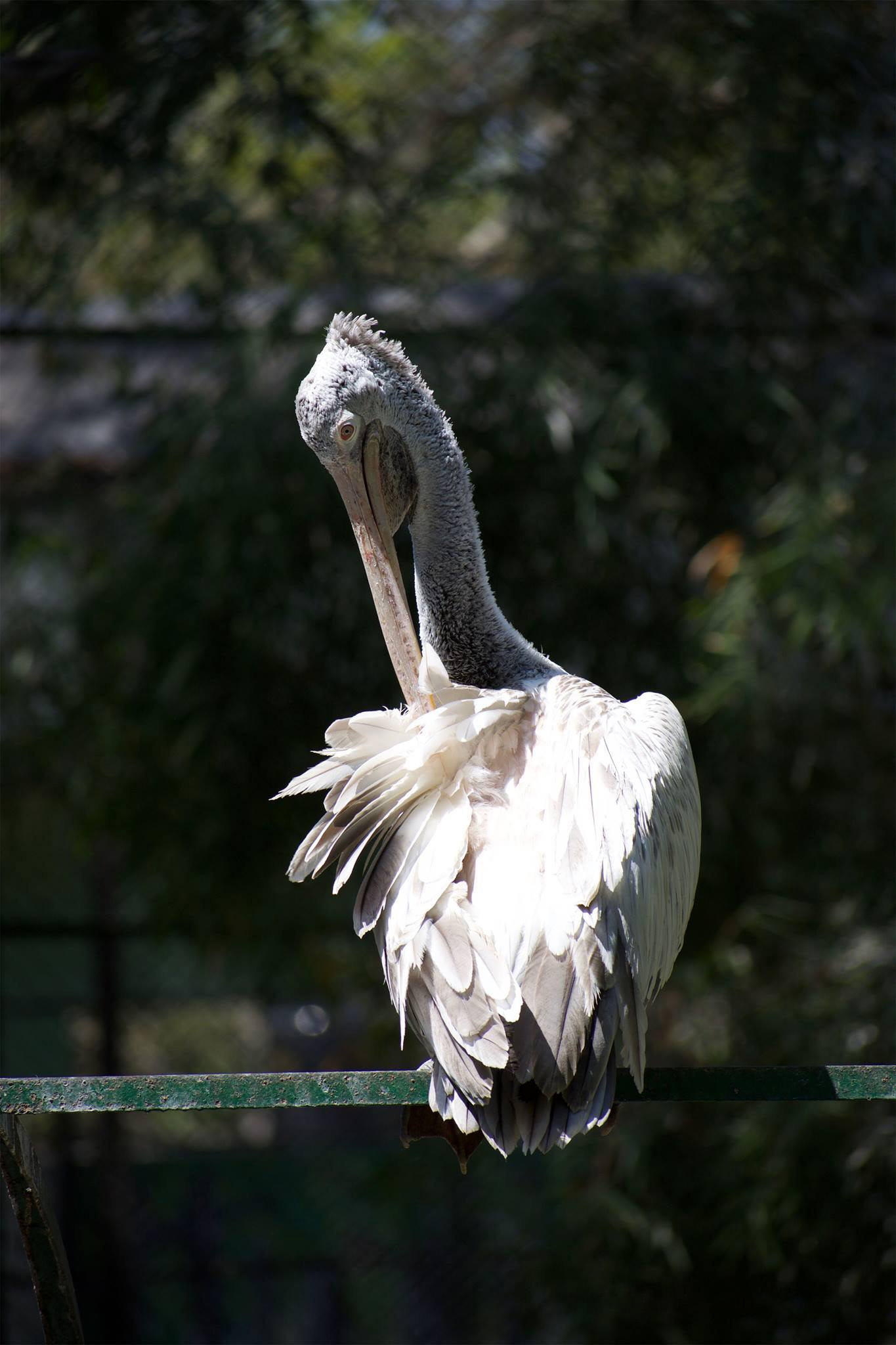
طائر البجع
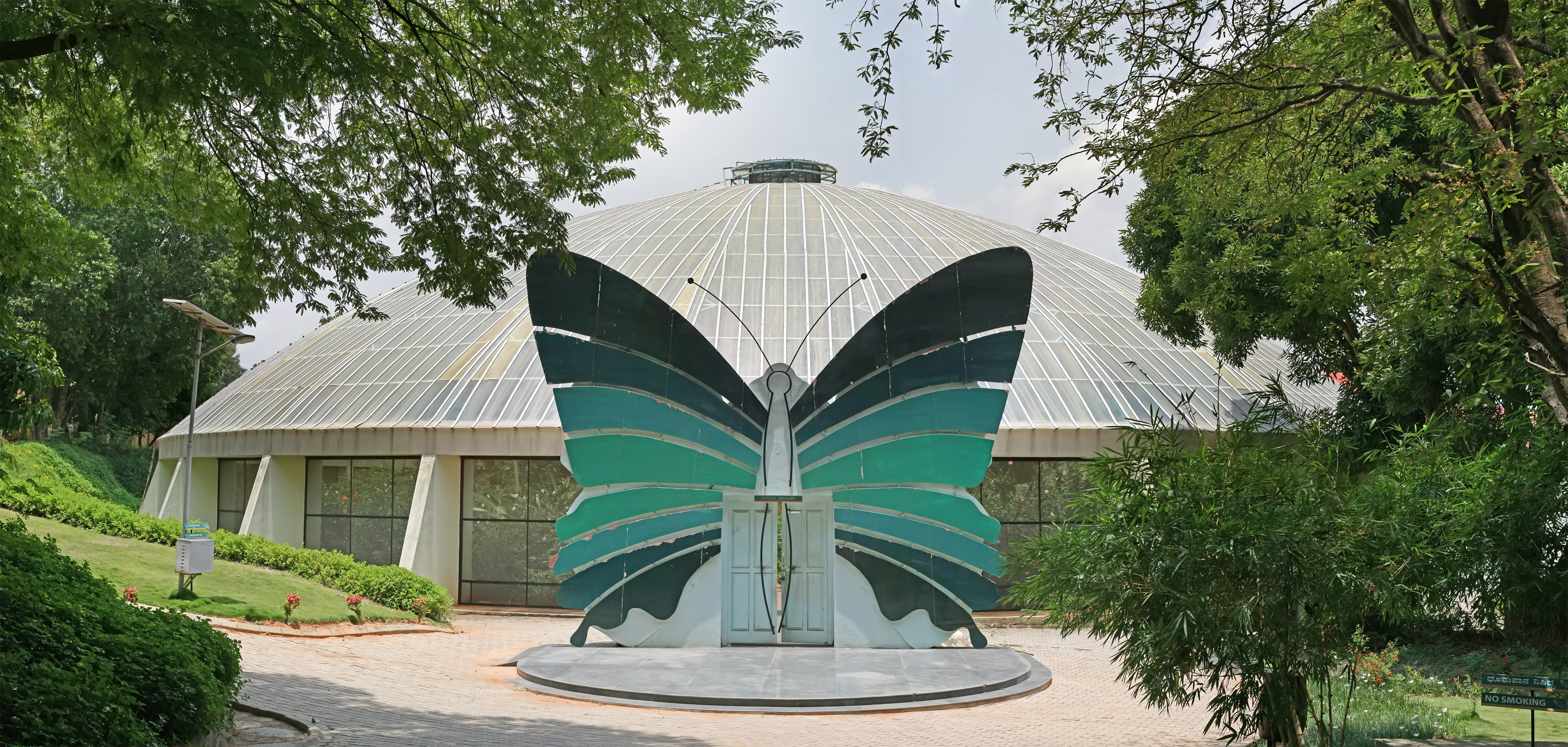
مدخل حديقة الفراشات
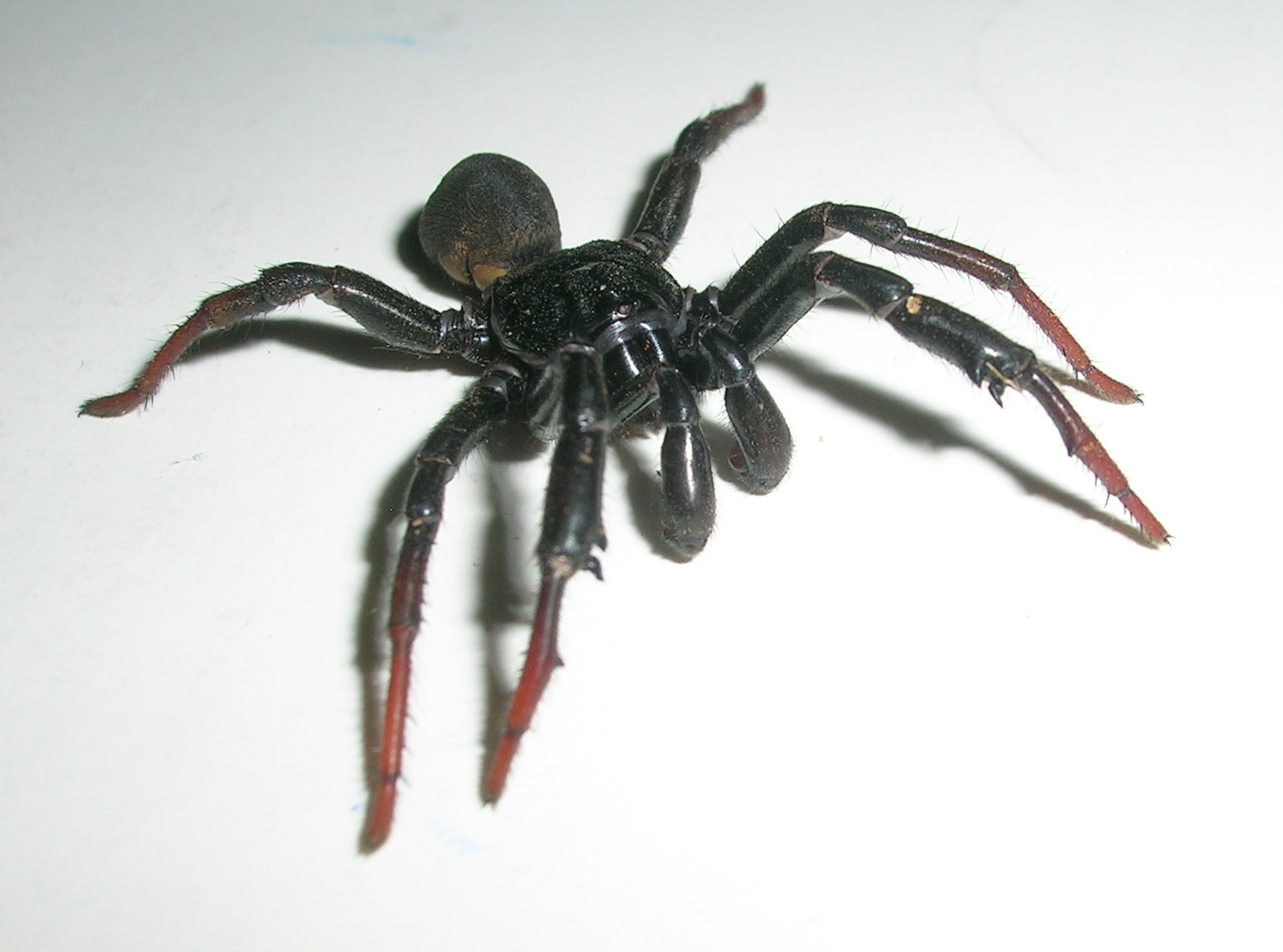
تم العثور على عنكبوت نادر (عائلة فريدات البدن) في الحديقة الوطنية
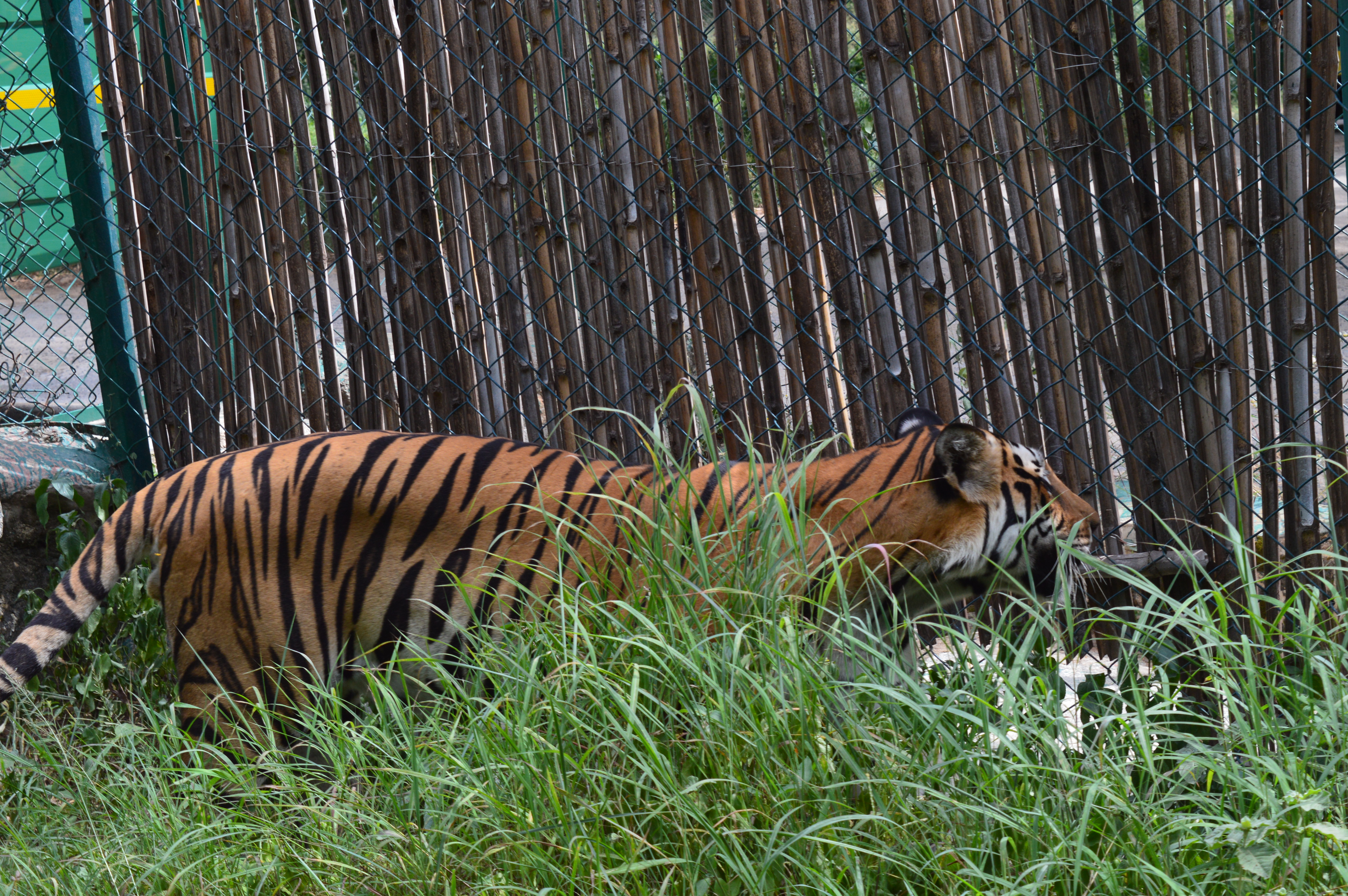
منتزه بانرغاتا الوطني - سفاري النمر
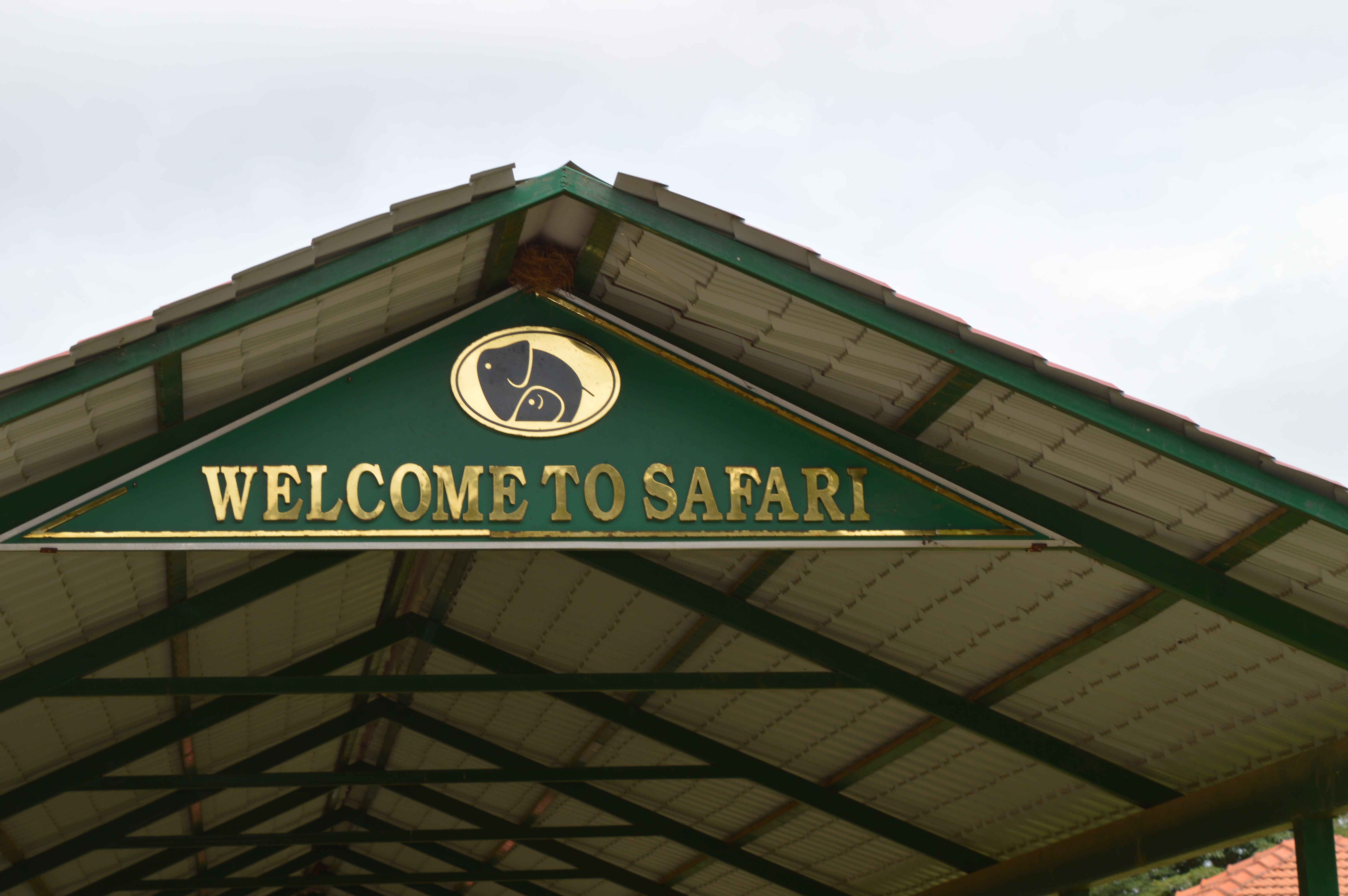
منتزه بانرغاتا الوطني - مدخل سفاري

حديقة بانرغاتا الوطنية
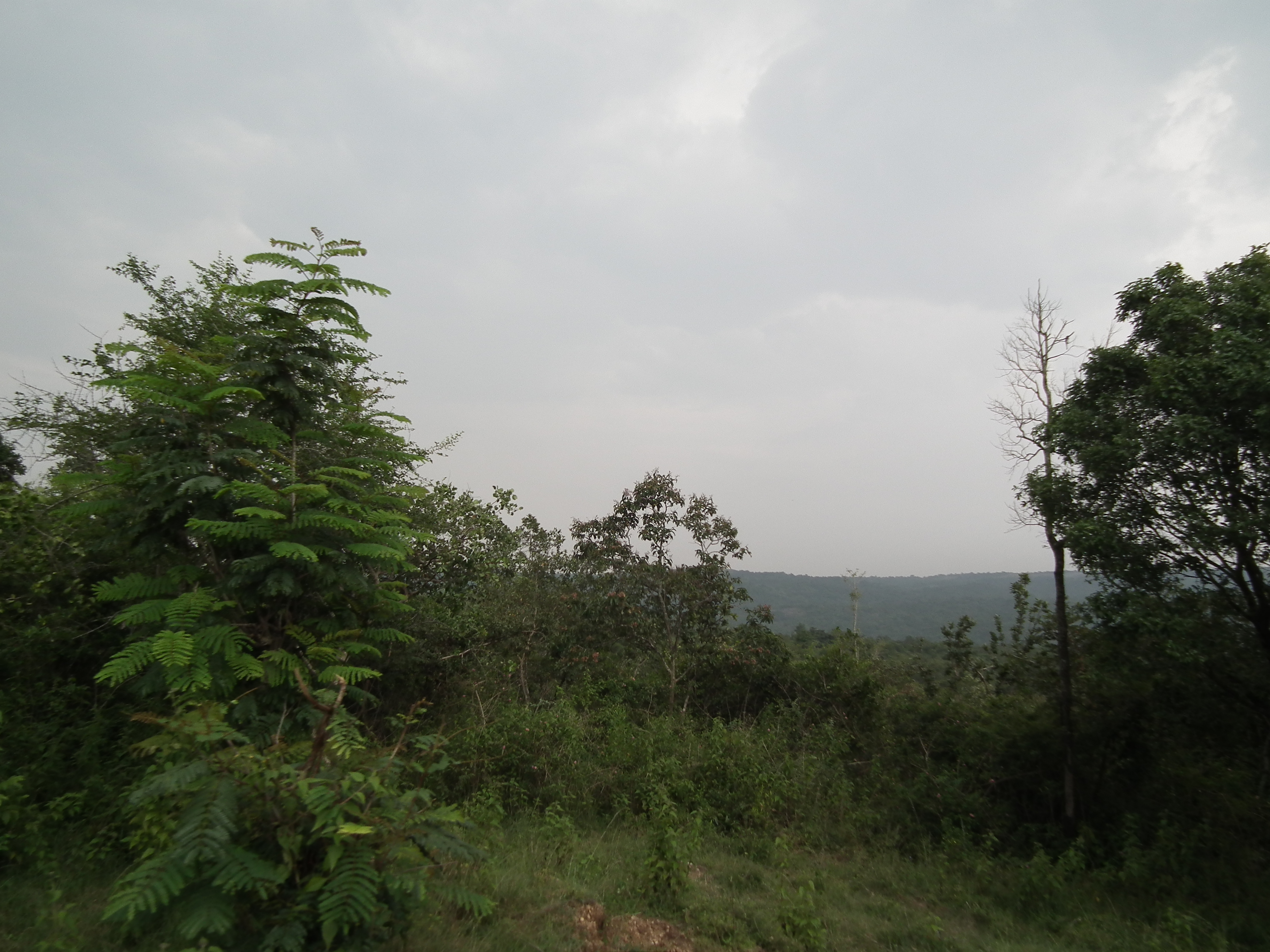
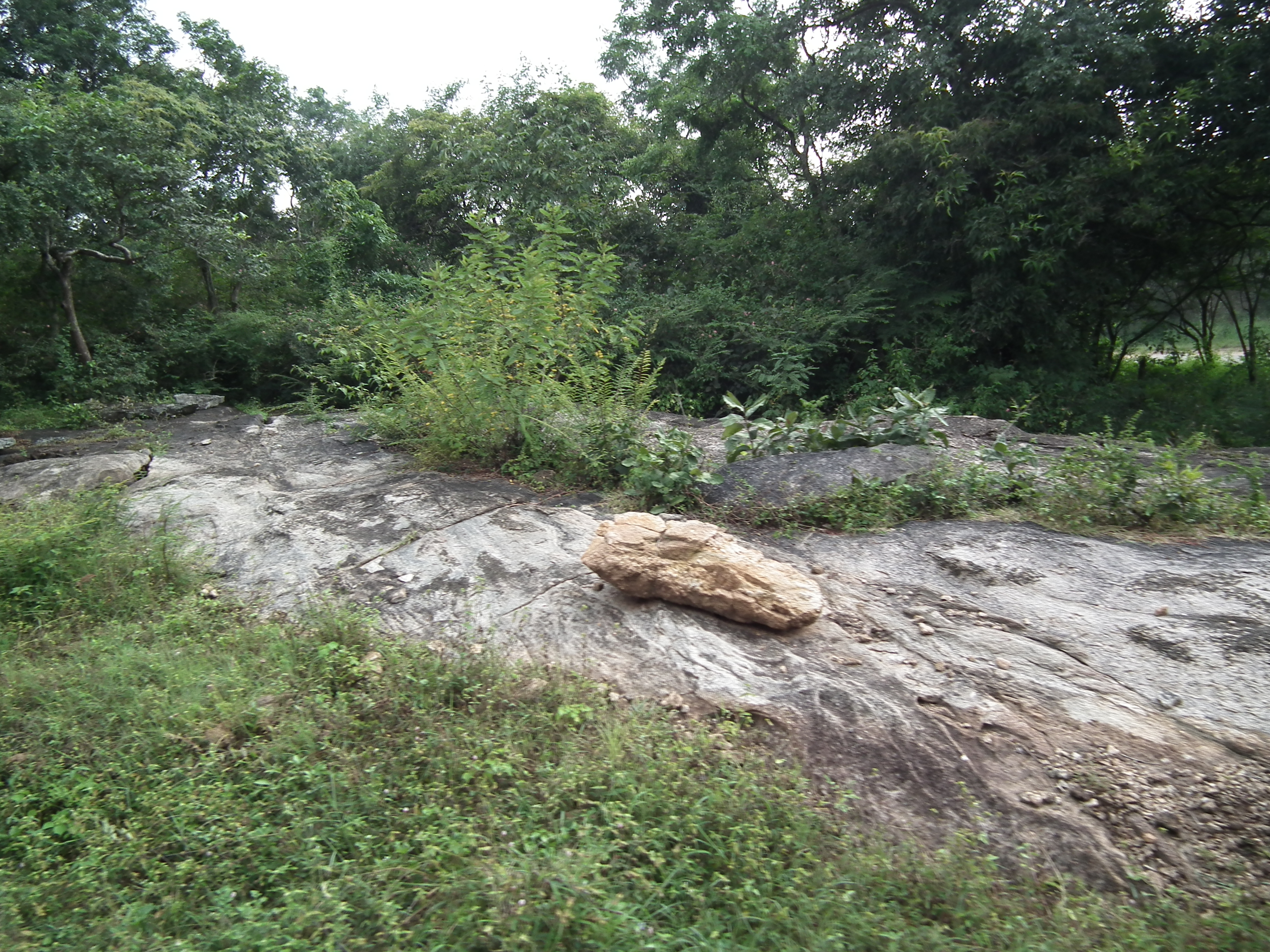
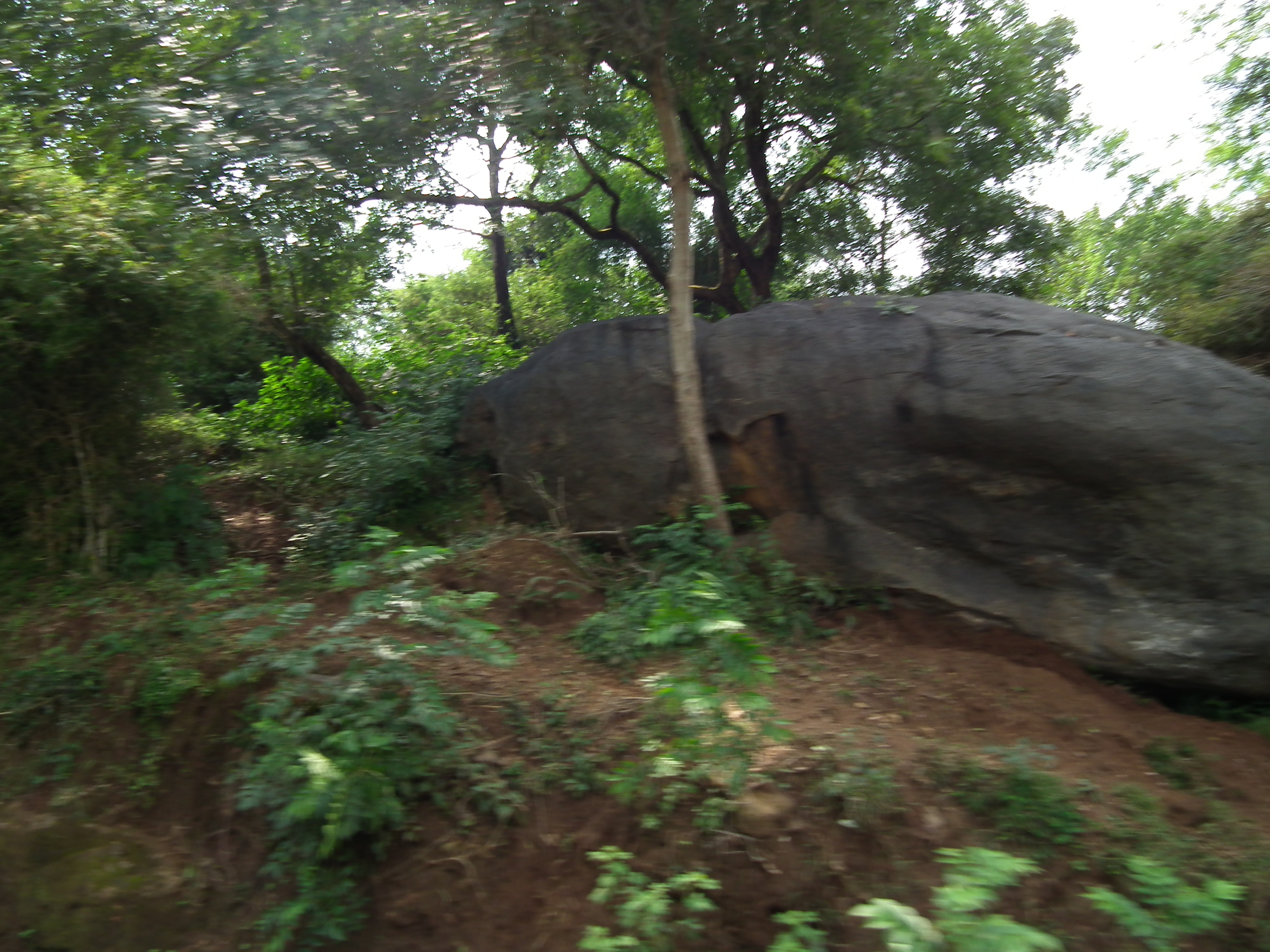
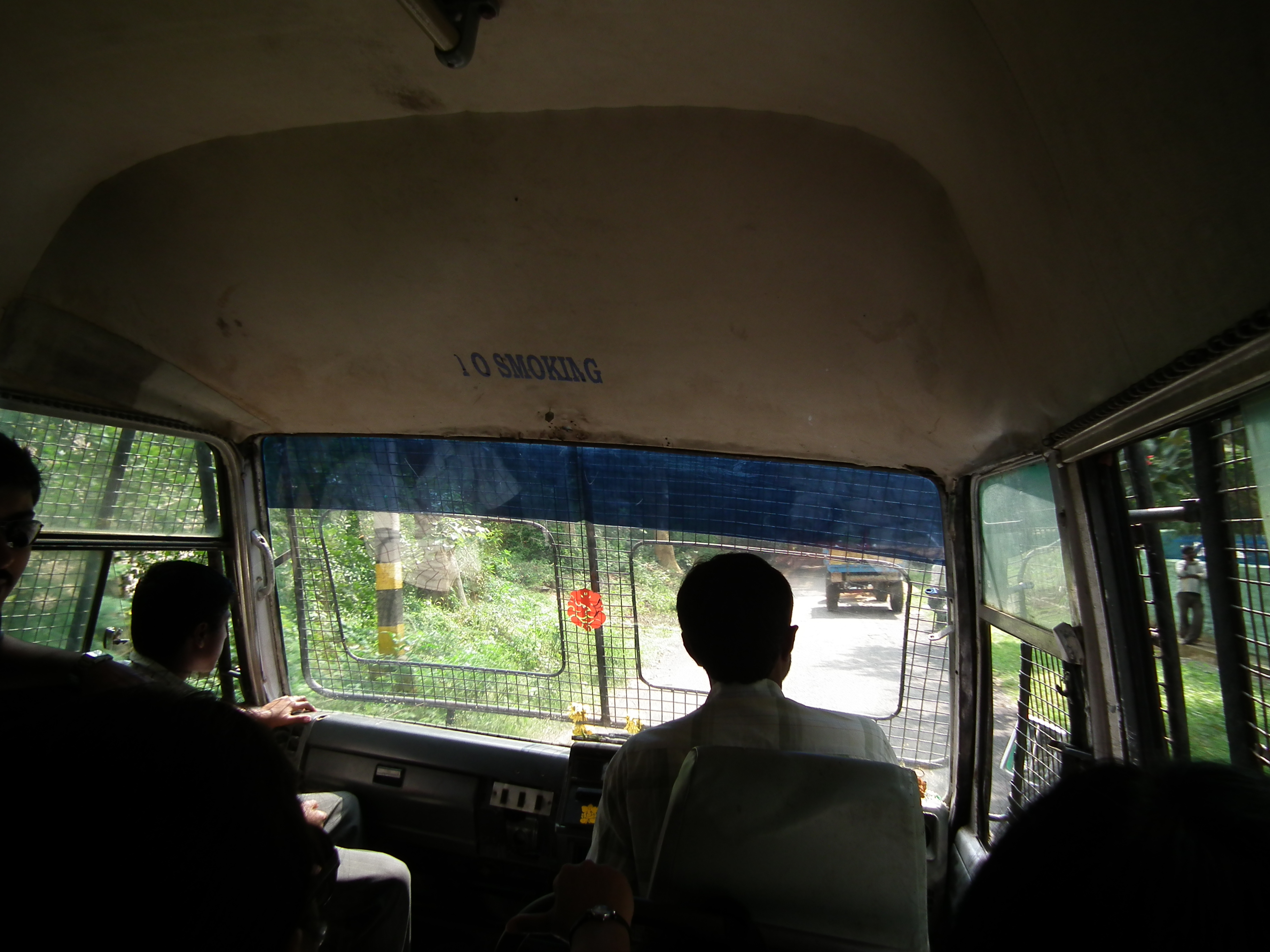
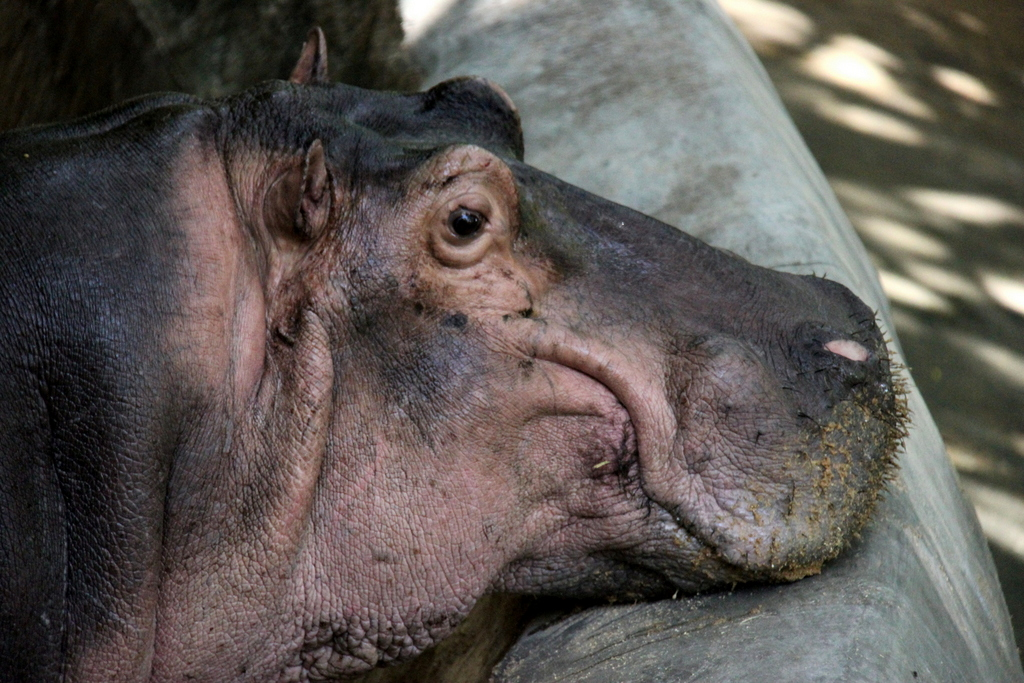
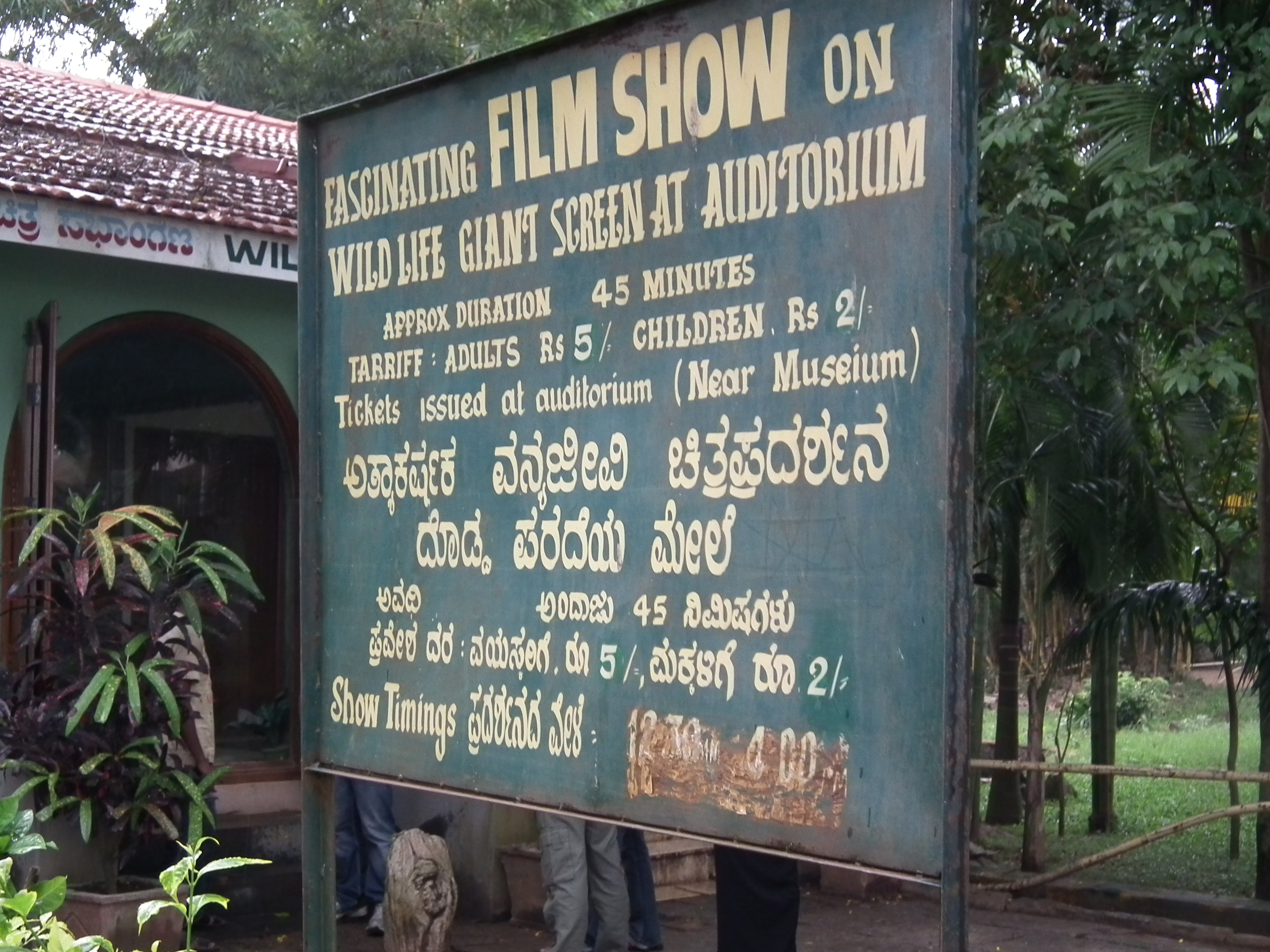
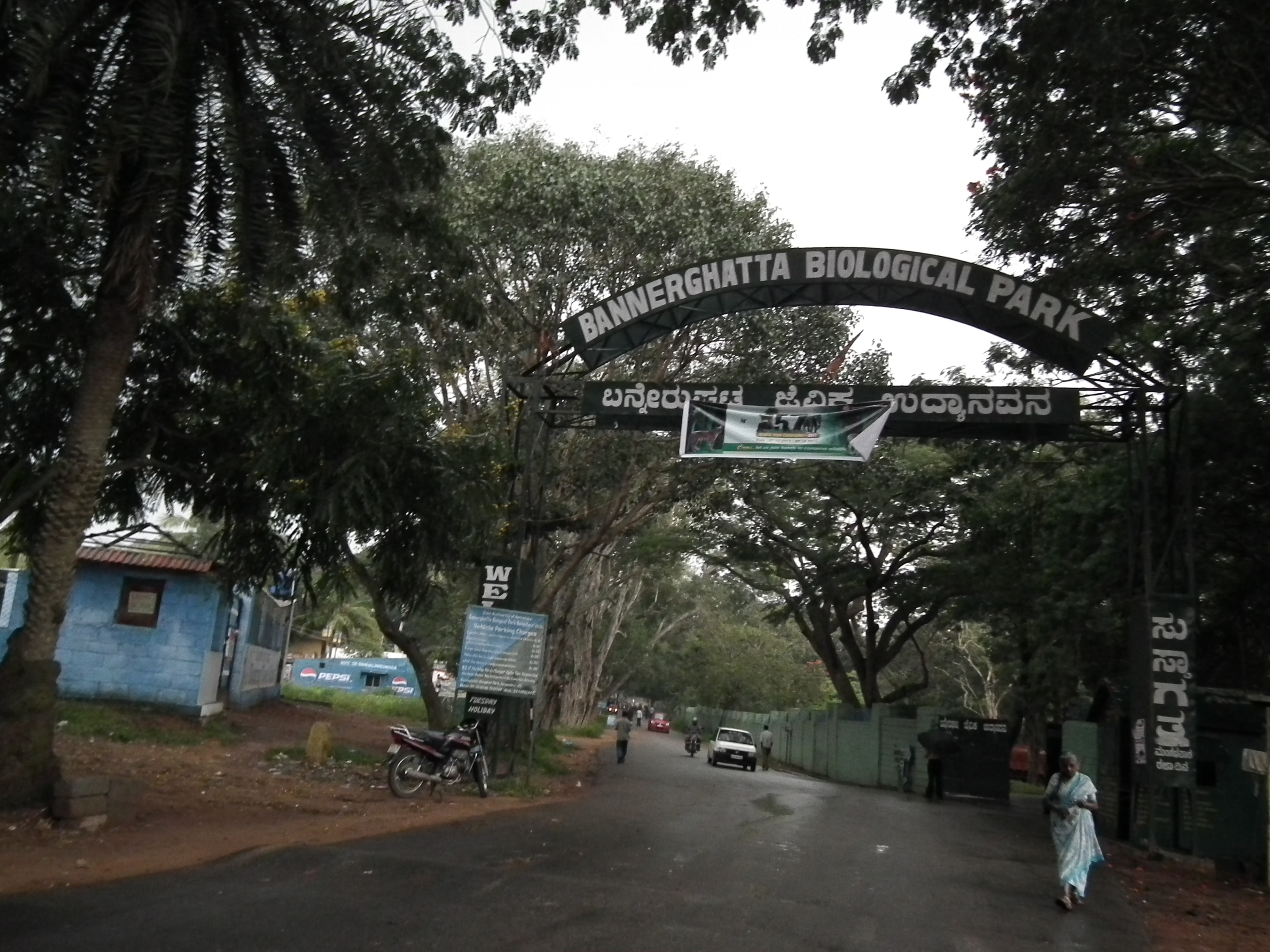
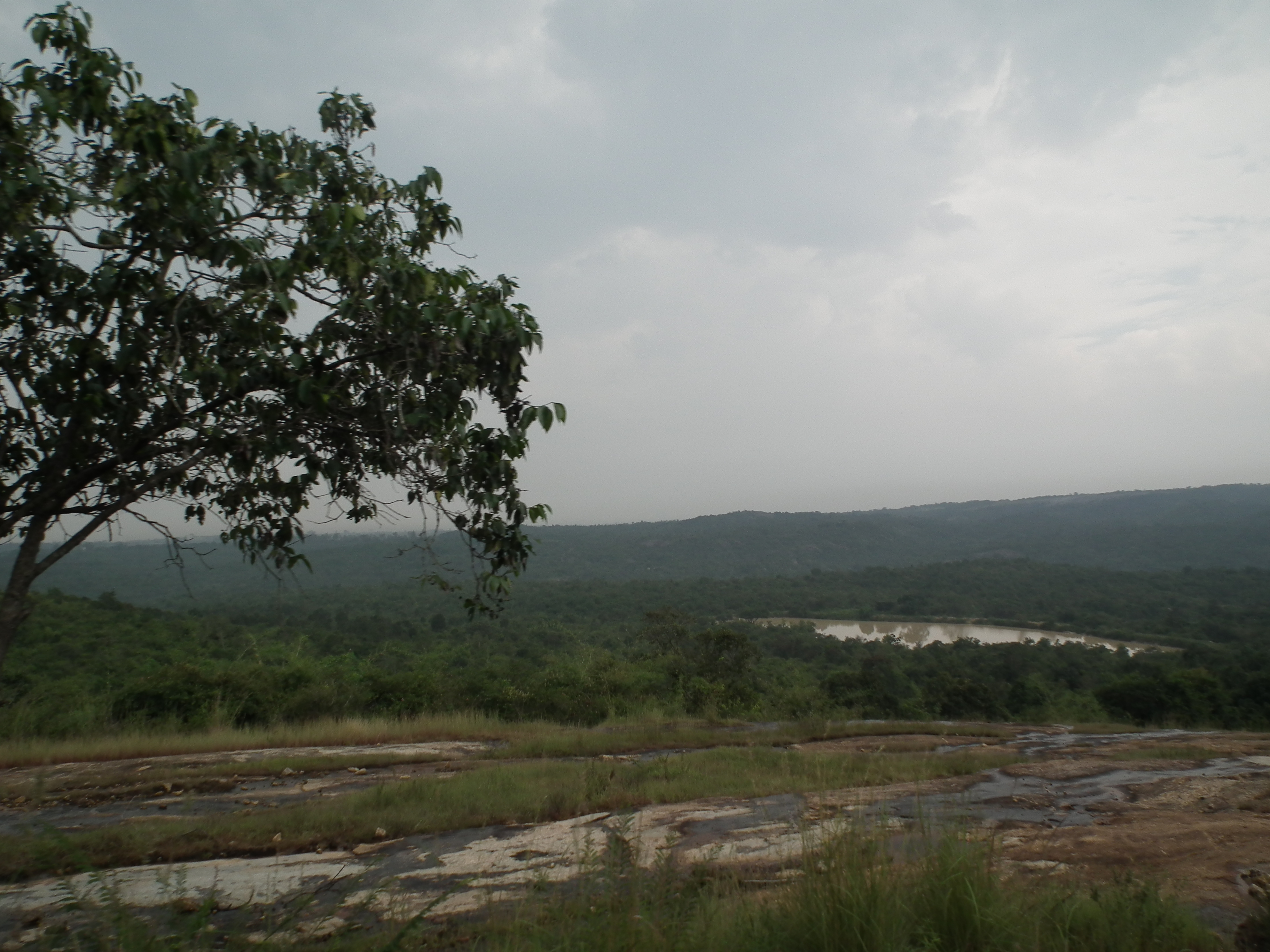
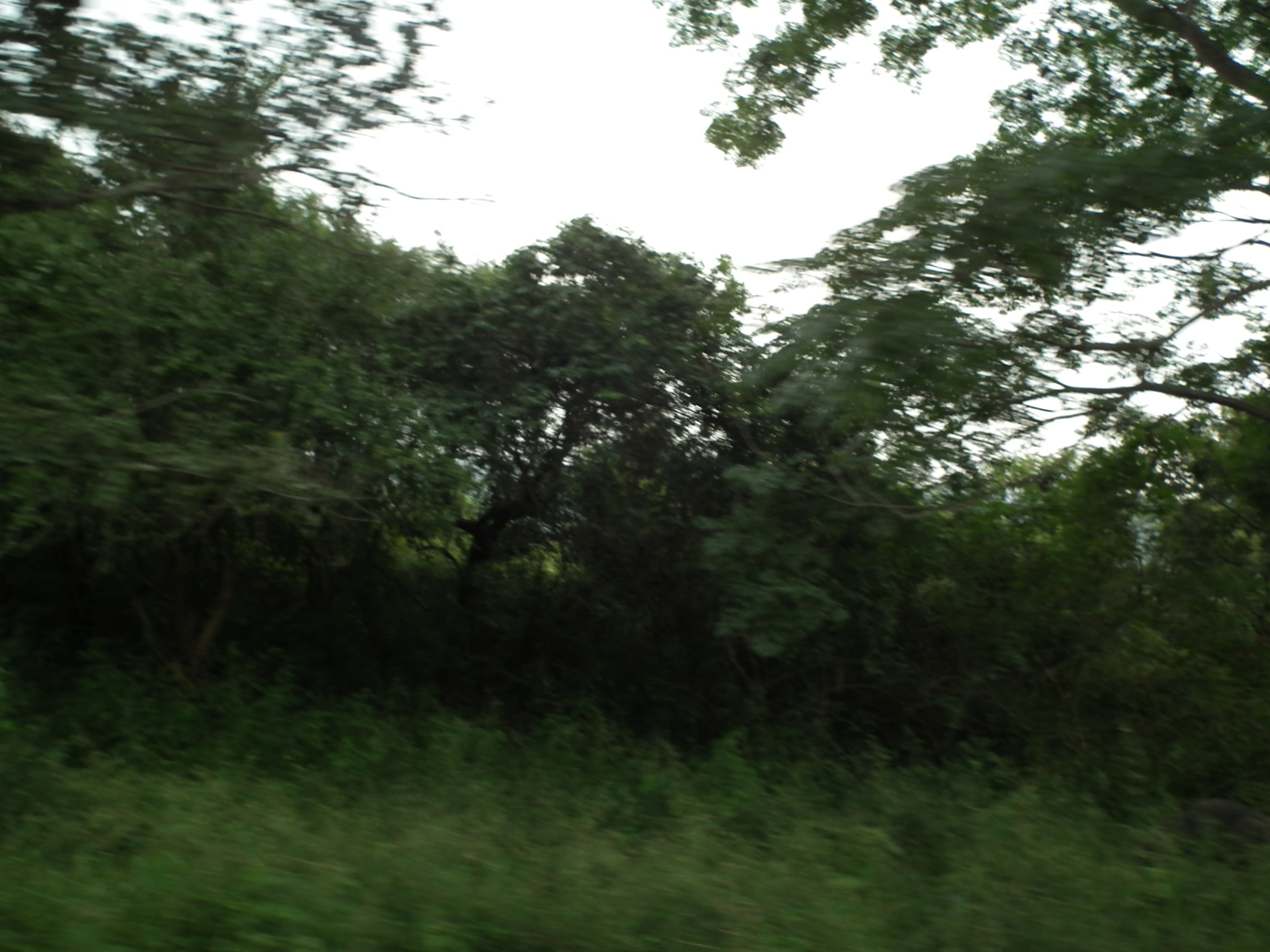
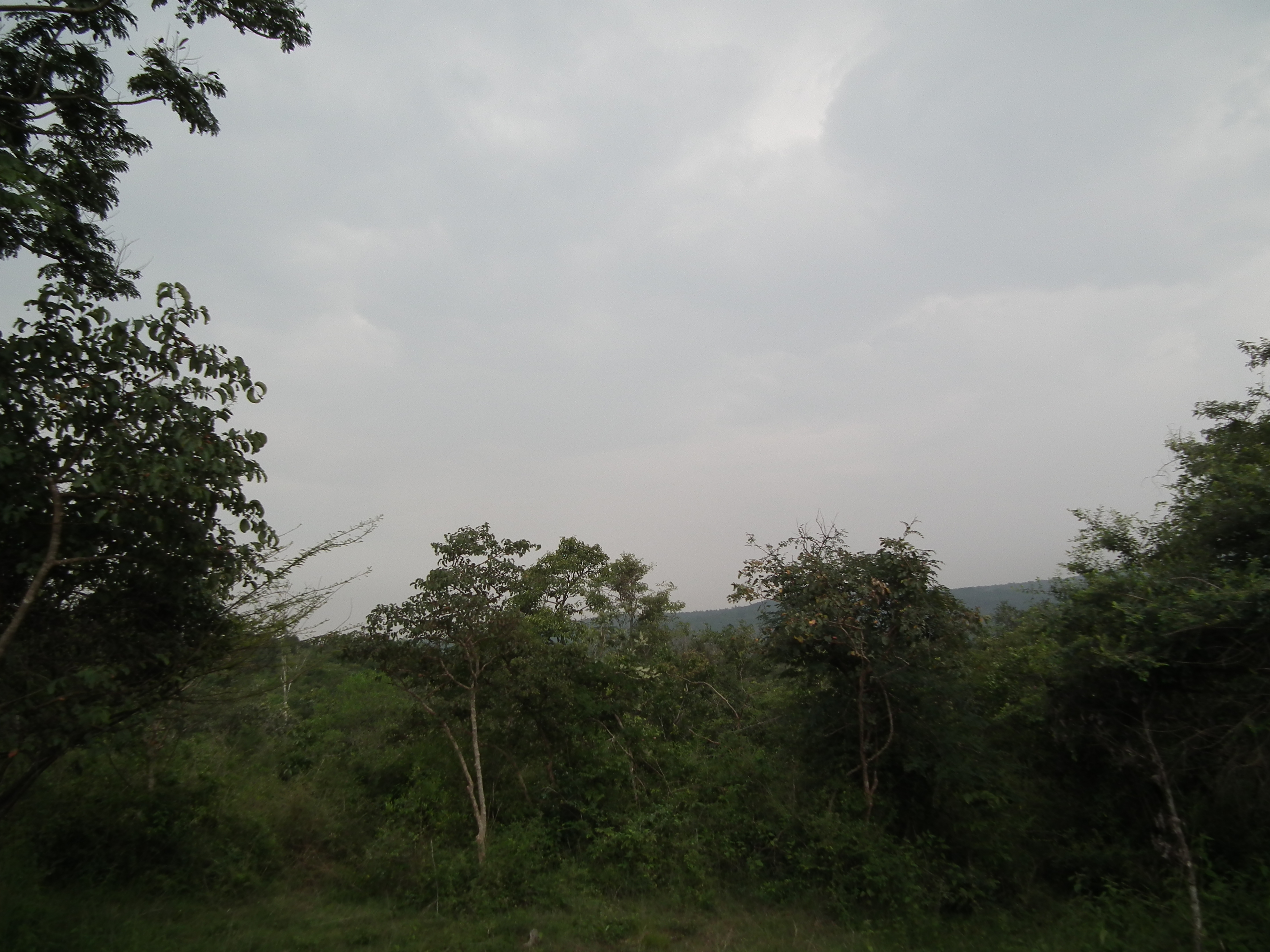
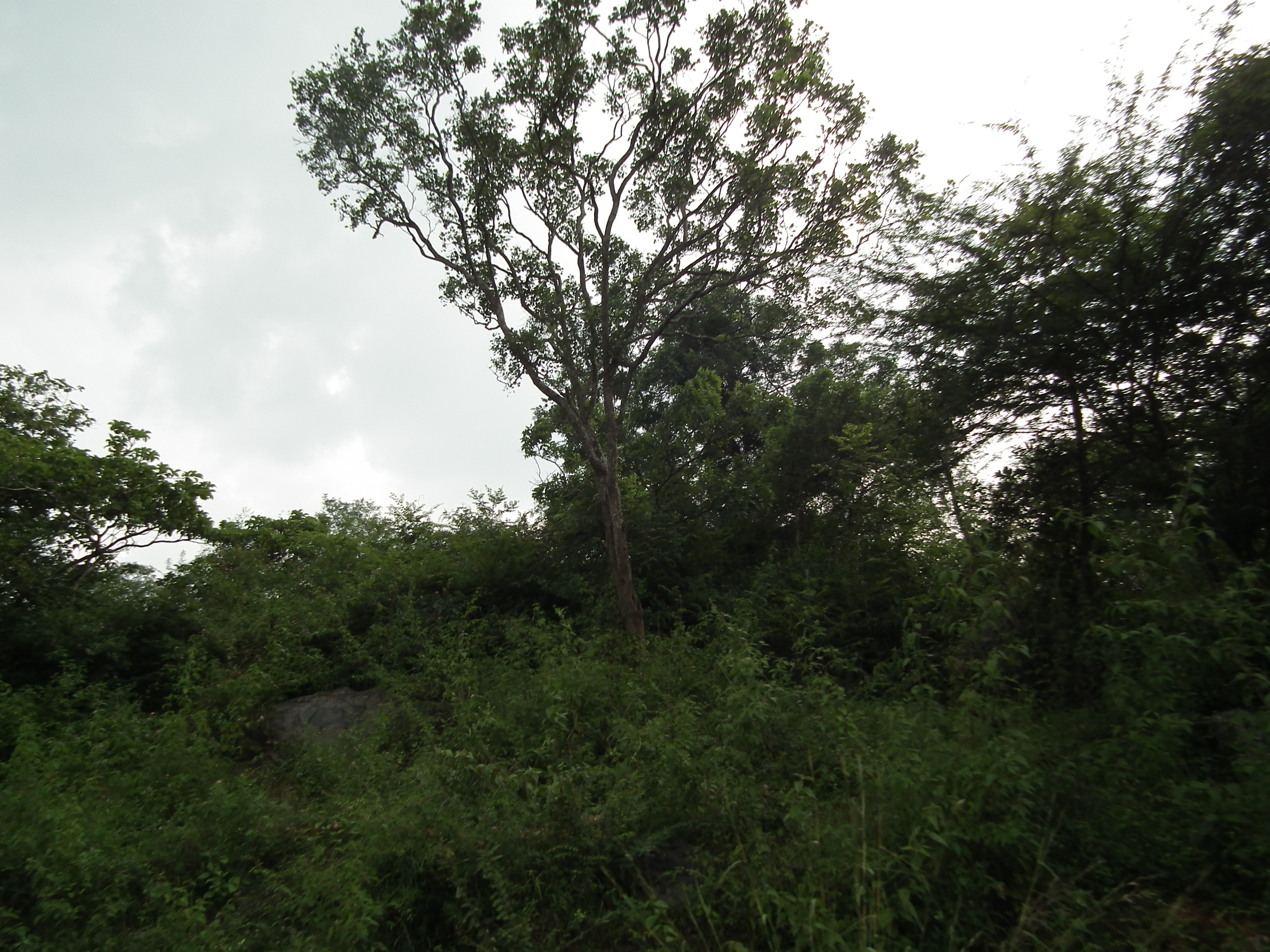
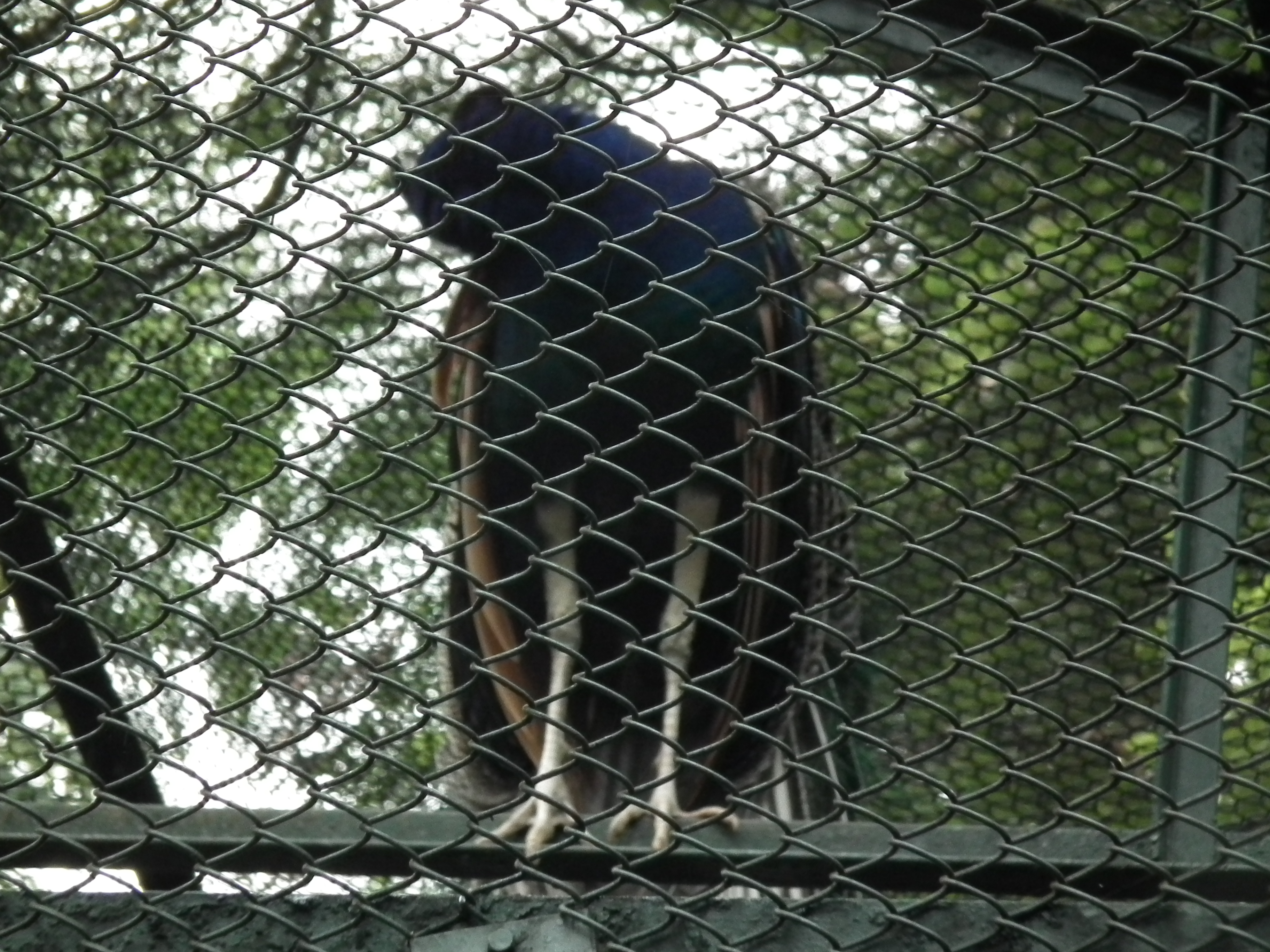
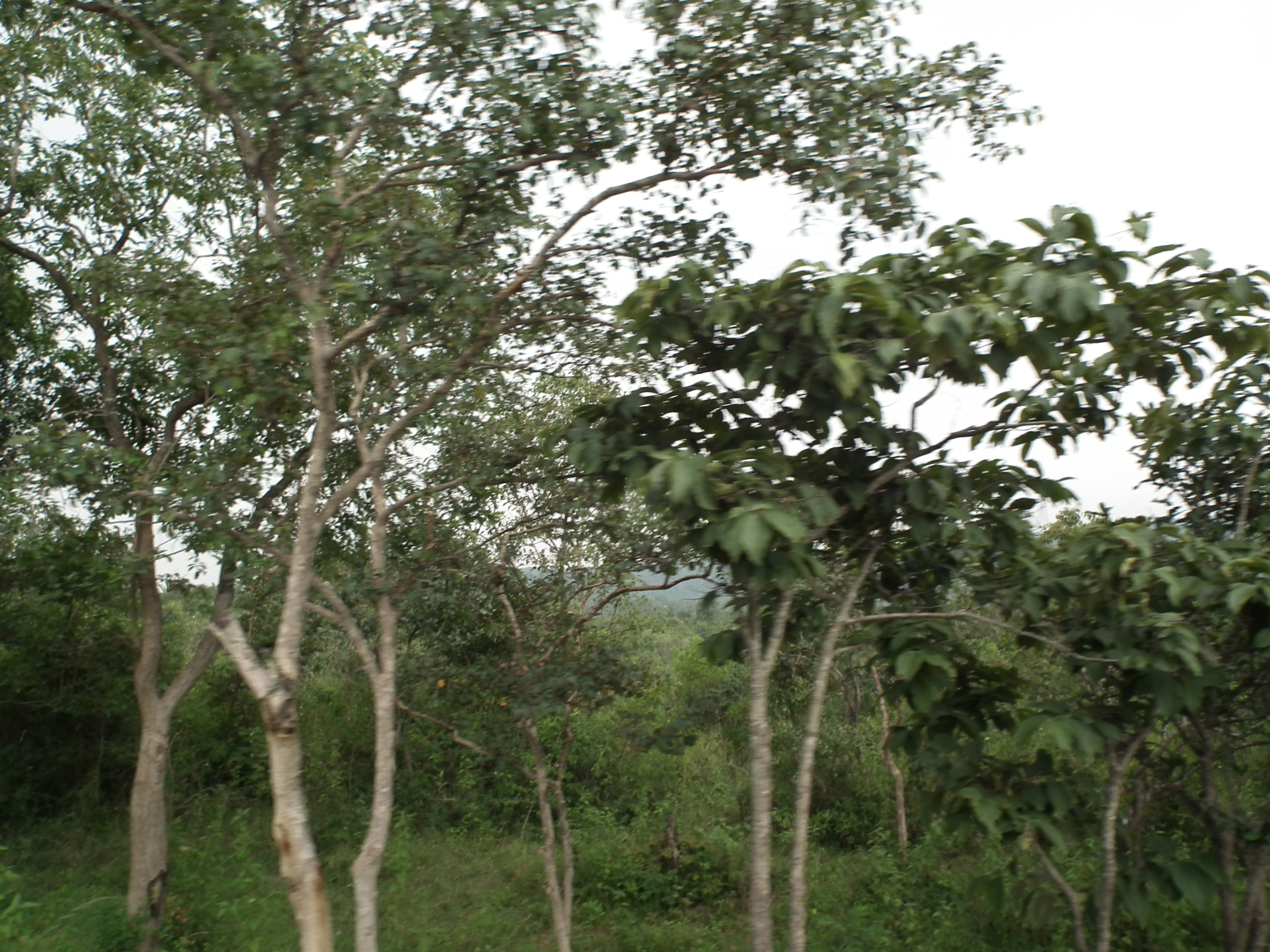
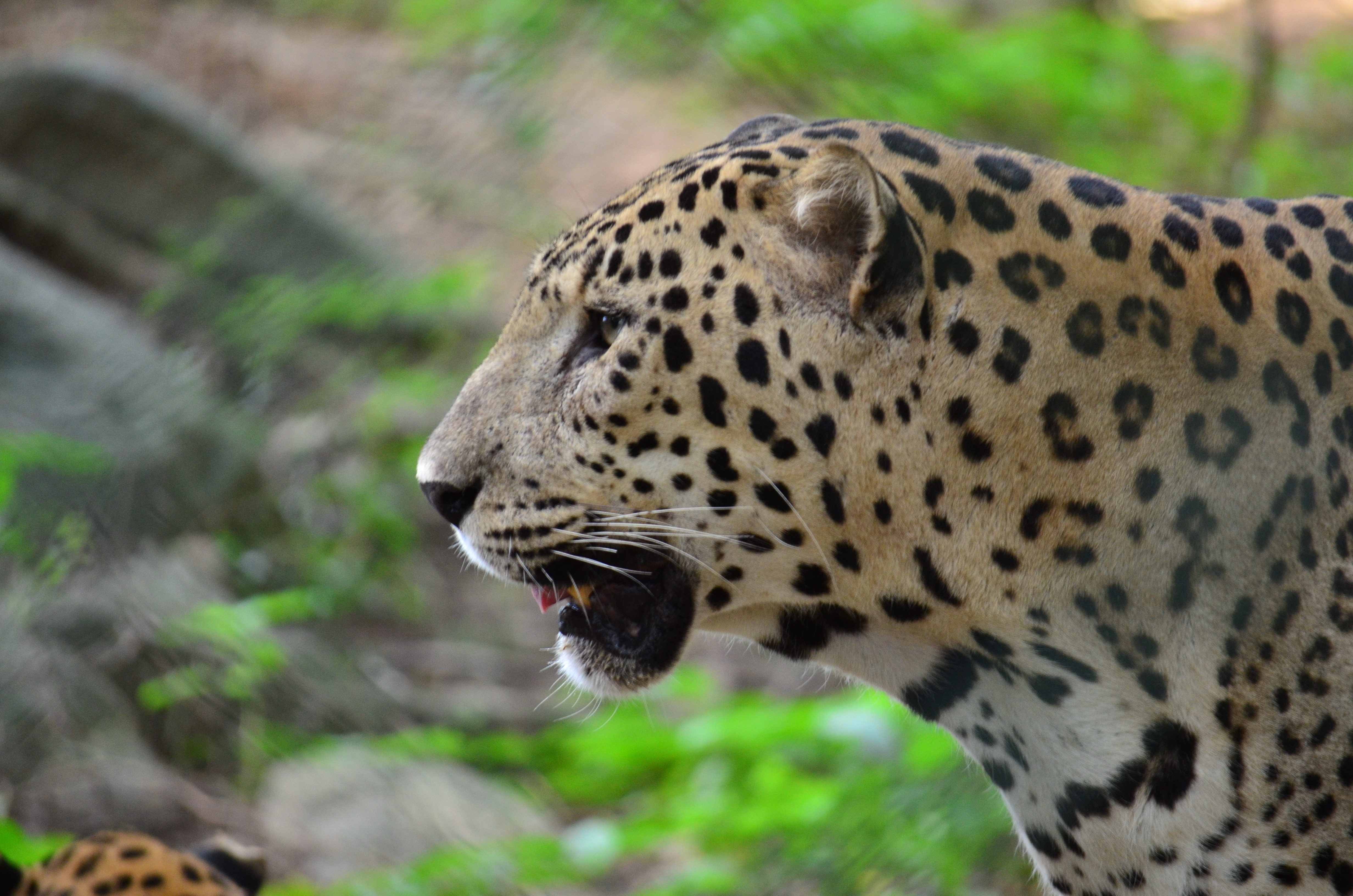
فهد